# Honda Life
Honda Life — серия автомобилей особо малого класса, состоящих из 5 поколений и выпускавшихся с 1971 года.     

## Первое поколение (1971)
Оригинальный модельный ряд Life состоял как из двух- и четырёхдверных седанов, так и из трёхдверных хетчбэков. Автомобили пришли на смену Honda NIII360. В отличие от предыдущей серии миникаров Honda, комфорт пассажиров был улучшен. Колёсная база составляла 2080 мм, что на 8 см длиннее, чем у предшественнников. Автомобили оснащались двигателем Honda EA объёмом 356 см3 с водяным охлаждением мощностью 22 кВт (30 л. с.) при 8000 об/мин. Максимальная скорость седана составляет 105 км/ч. Разгон до 100 км/ч составляет 34,9 секунды. В сентябре 1972 года был представлен пикап «Life Step Van» с тремя или пятью дверями. Чуть позже пикап был добавлен в модельный ряд, однако он оказал минимальное влияние на рынок.
Двигатель, также установленный с балансирным валом для снижения вибрации, был назван «усовершенствованным» во время периодических испытаний и считался таким же тихим и плавным, как некоторые четырёхцилиндровые двигатели. Переход на двигатель с водяным охлаждением также устранил запах в системе отопления, обычно ассоциирующийся с двигателями с воздушным охлаждением, который втягивал нагретый воздух в салон. Коробка передач была отделена от двигателя, в отличие от N-серии, где коробка передач находилась в поддоне (как у оригинального Mini). Производство Life совпало с производством Civic, причём оба автомобиля были оснащены ремнём газораспределительного механизма для работы верхнего кулачка.

Первое поколение Life экспортировалось на несколько рынков, таких как Австралия, где четырёхдверная версия появилась на рынке в середине 1972 года. Двухдверный N360/600 продолжал продаваться параллельно. Honda Life выпускался до 1974 года, так как Civic оказался гораздо более популярным как в Японии, так и за рубежом, и когда было принято решение о снятии Life с производства, производство кей-каров Honda прекратилось до 1985 года, с появлением Honda Today. Стоимость Life составляла 350000 йен, а Civic — 400000 йен.

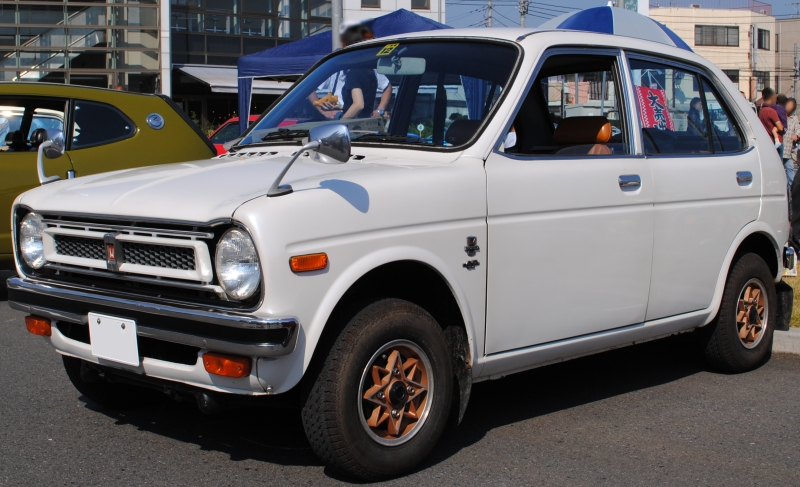
Honda Life SA
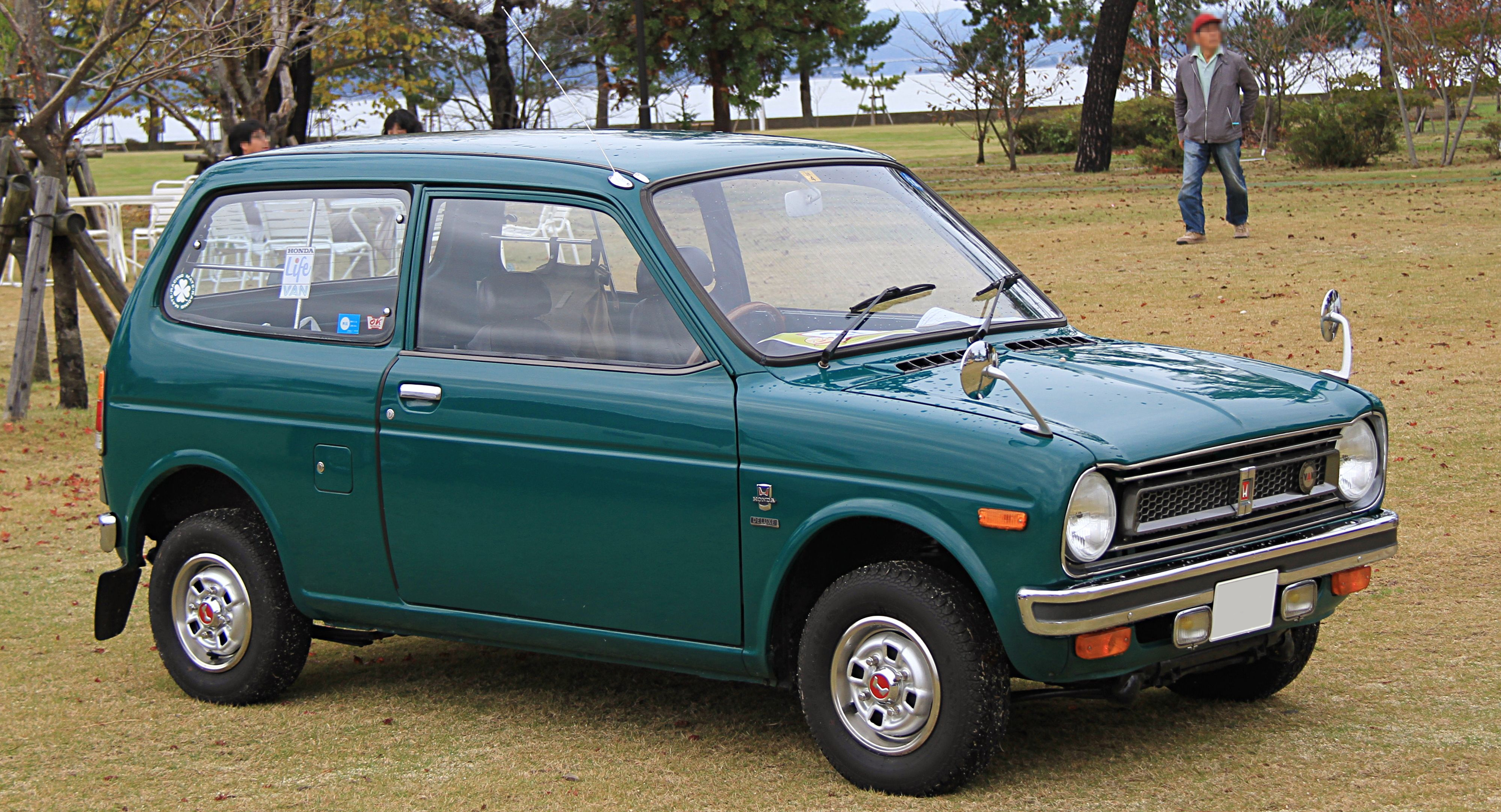
1974 Honda Life Van Deluxe
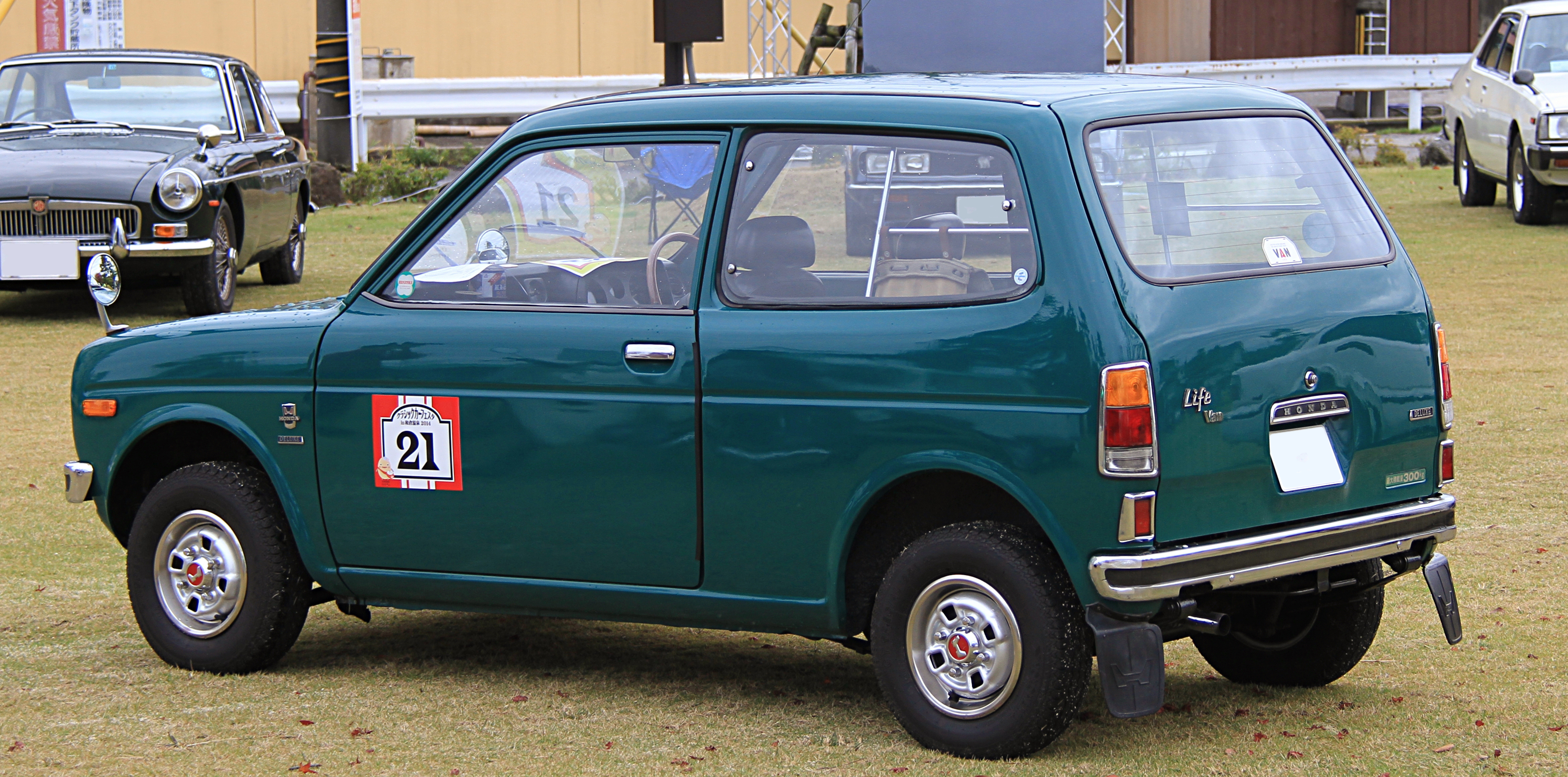
Вид сзади
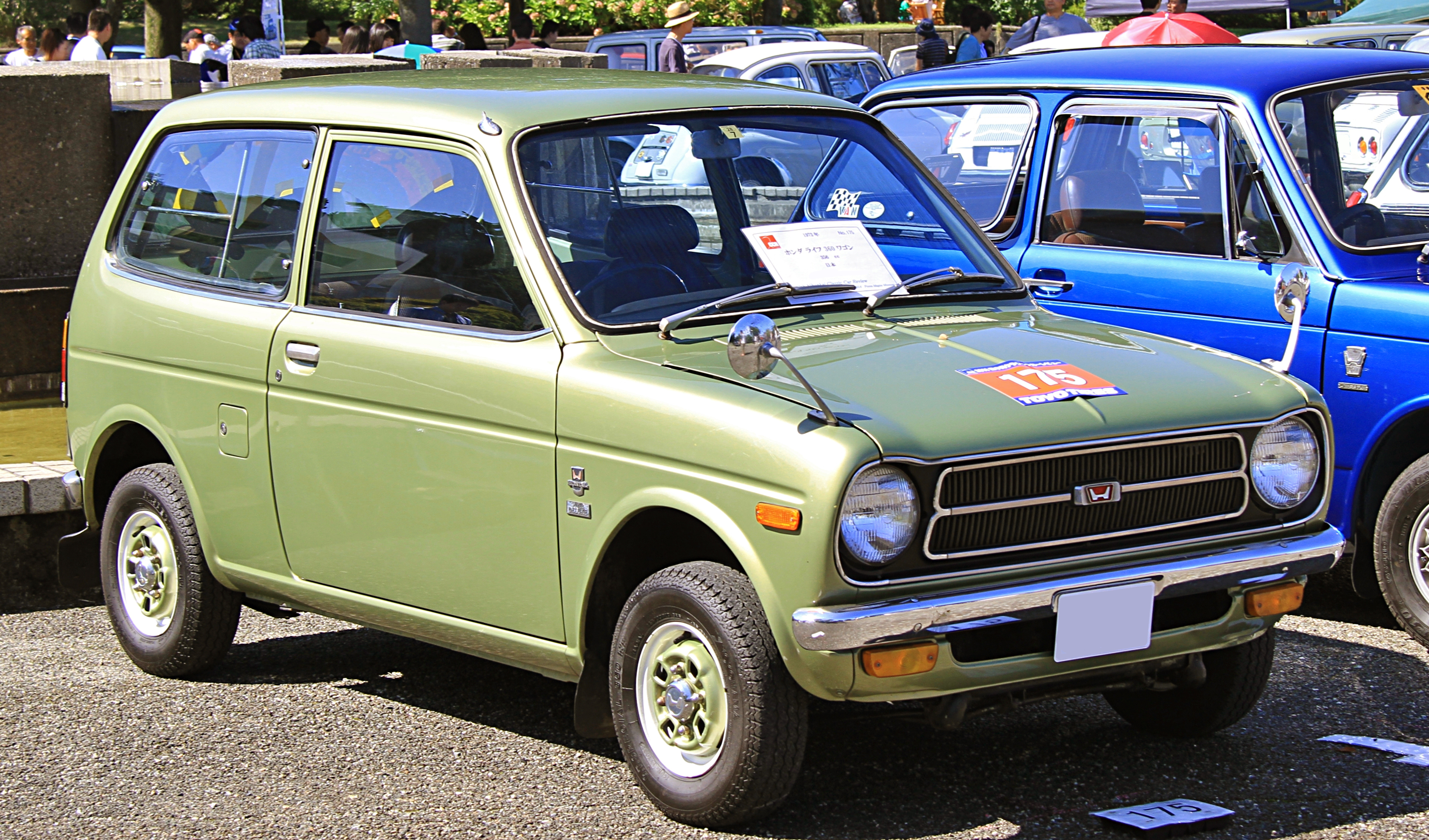
1972 Honda Life Wagon Super Deluxe
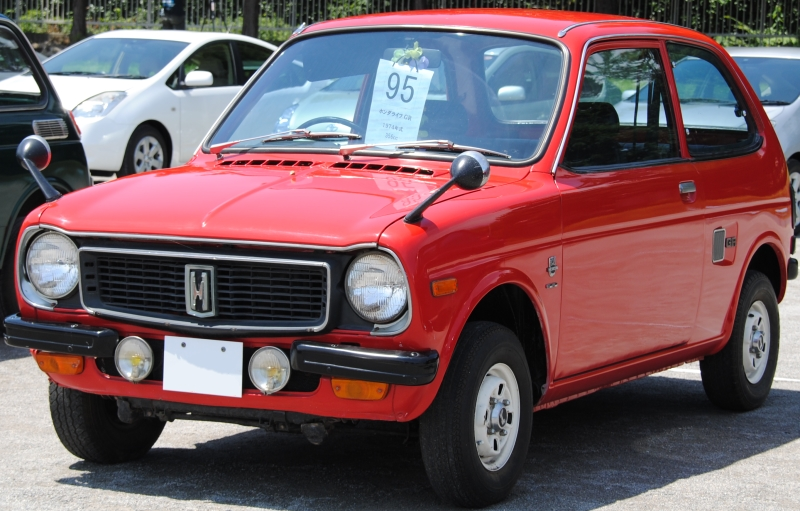
Honda Life Touring
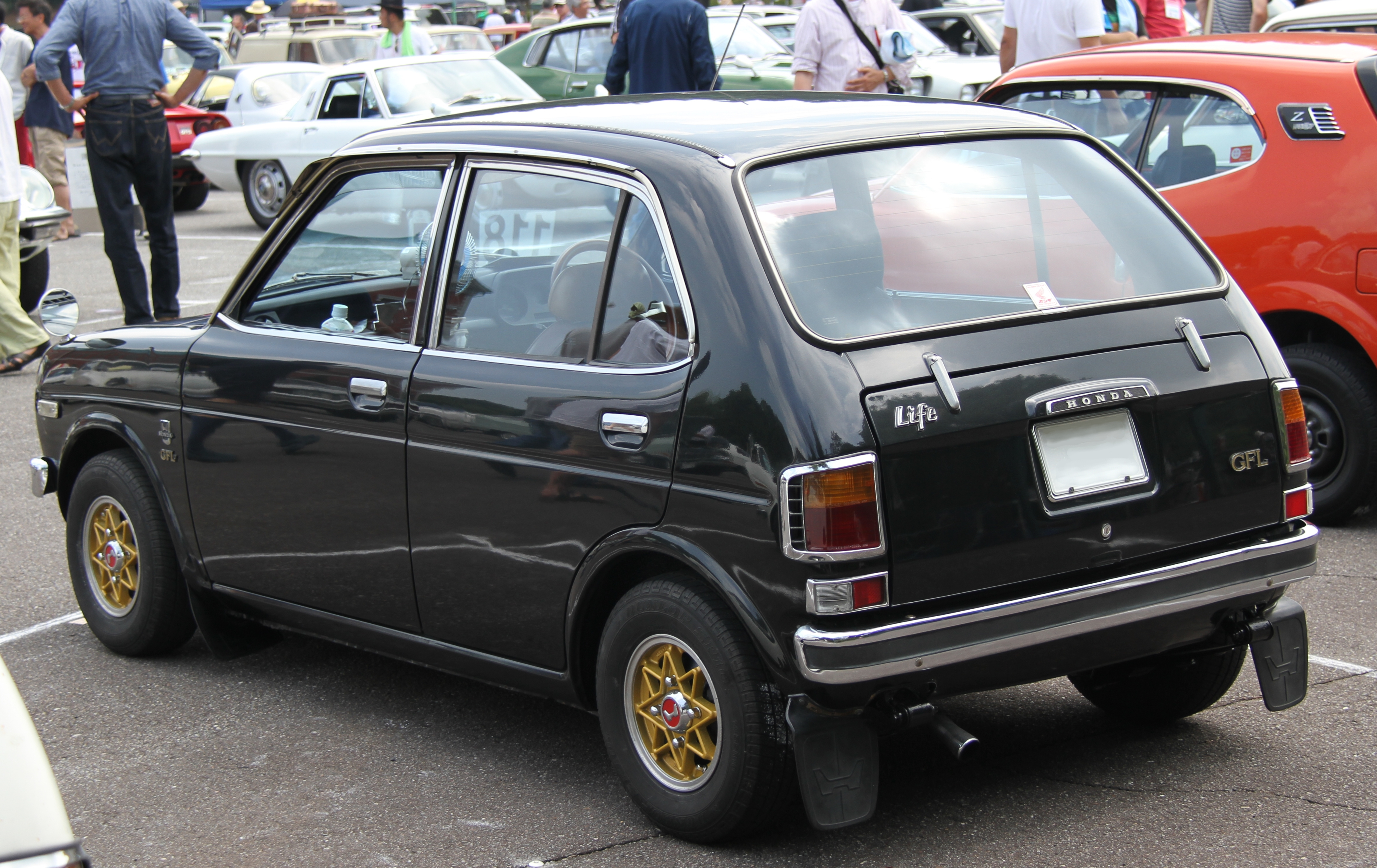
Honda Life GFL
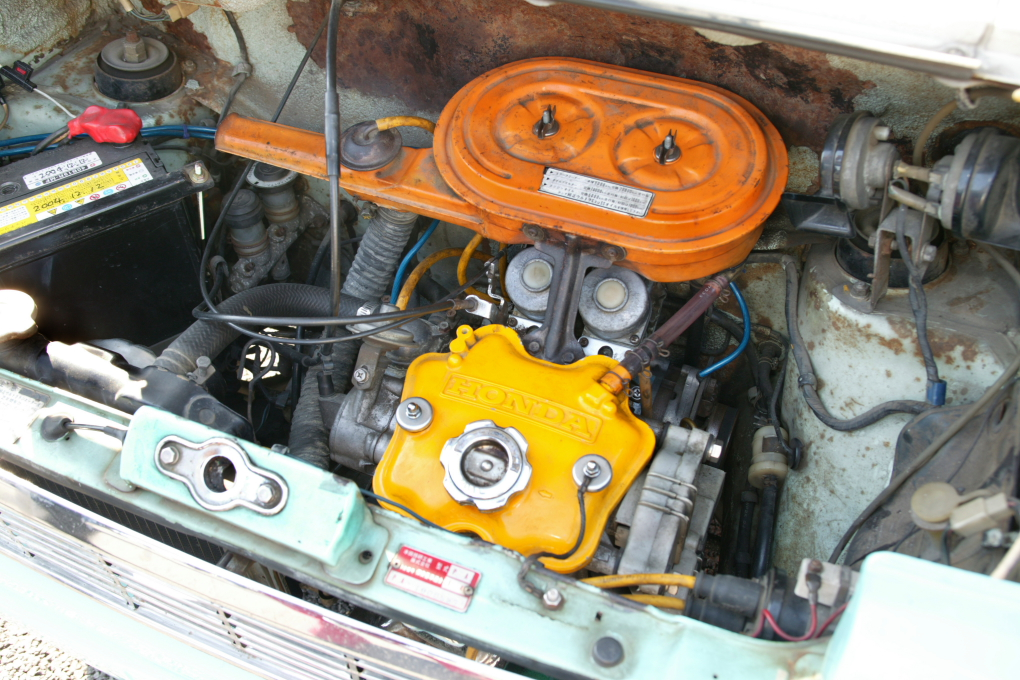
Двухцилиндровый двигатель EA с двумя карбюраторами Keihin в моторном отсеке Honda Life
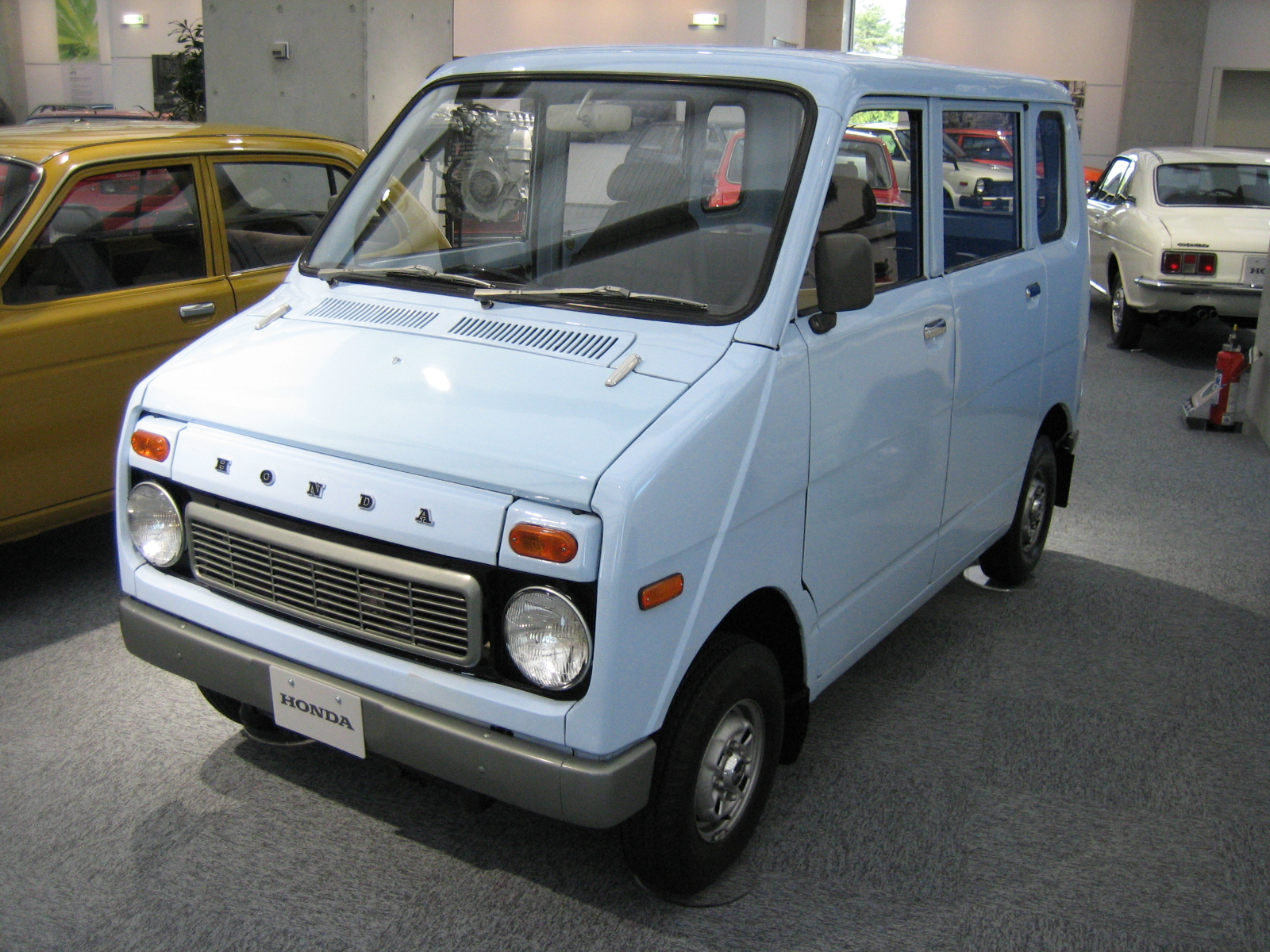
Honda Life Step Van
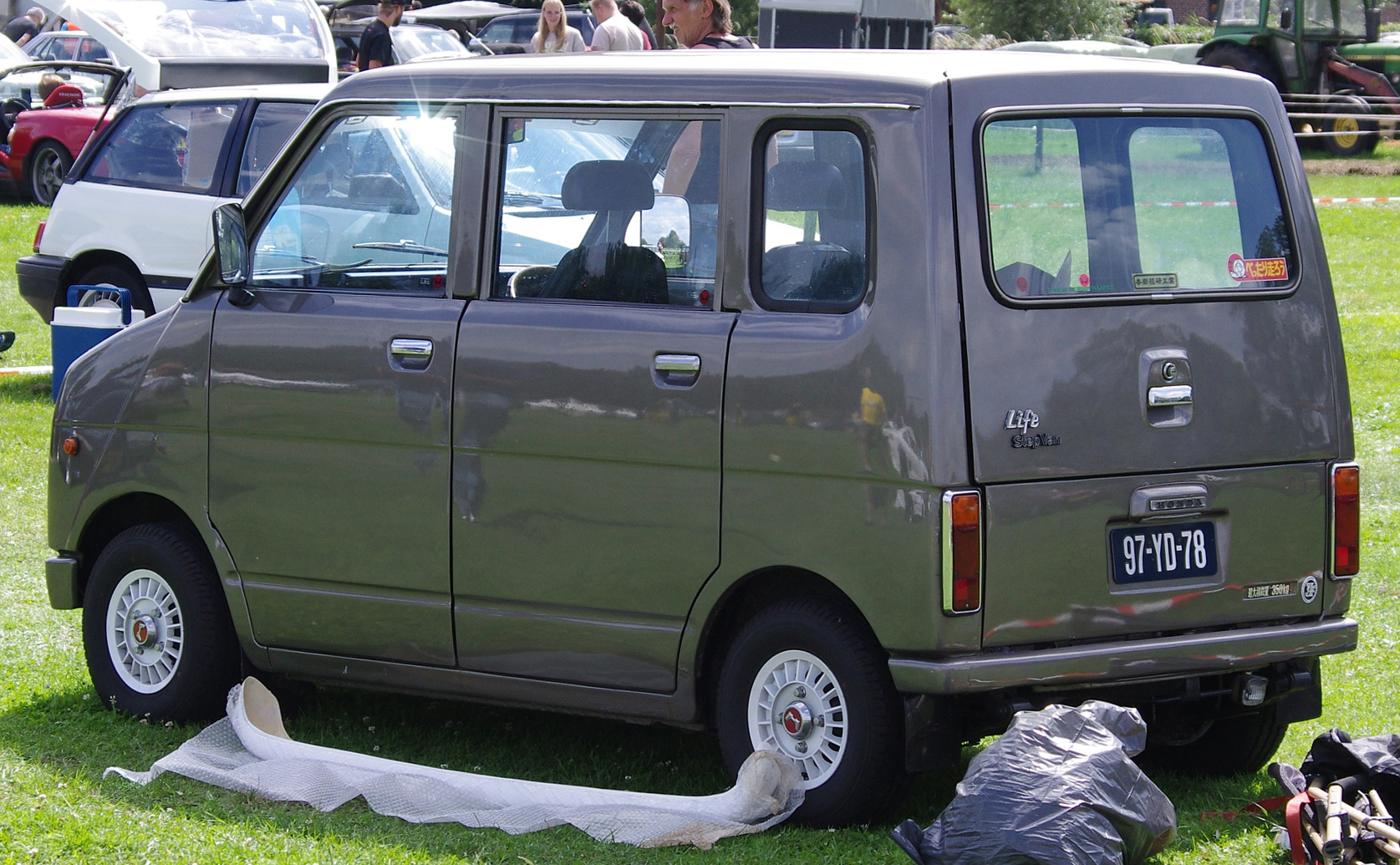
Вид сзади
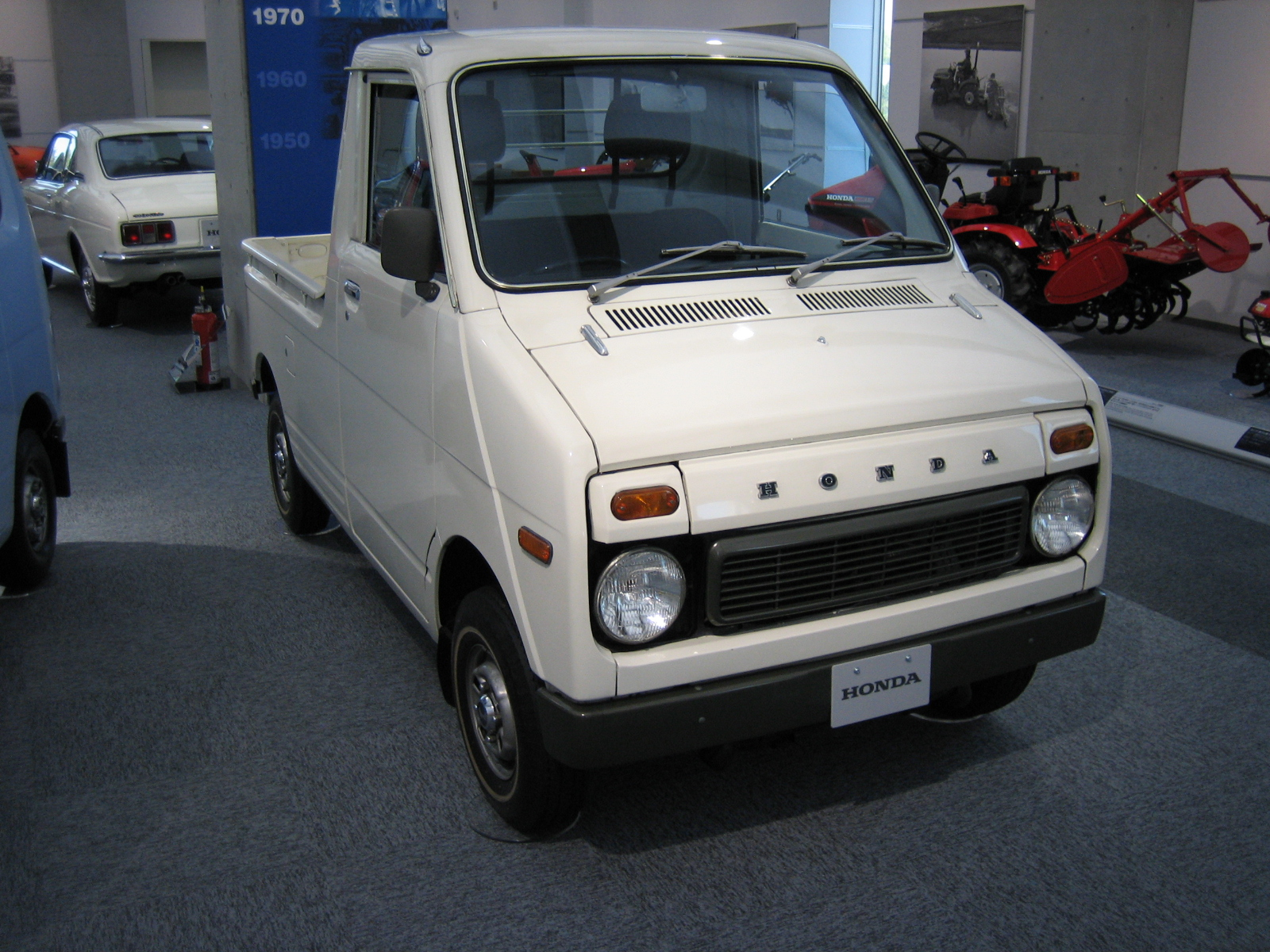
Honda Life Pickup

## Второе поколение (1997)
В 1997 году производство автомобилей Honda Life было возобновлено в кузовах пятидверный хетчбэк. Предшественником является Honda Today. Автомобили Honda Life продавались в Японии исключительно в дилерских центрах Honda Primo. Конкурентами являются Suzuki Wagon R, Daihatsu Mira, Subaru Pleo и Mitsubishi Toppo.
В автомобилях Honda Life второго поколения применялся 660-кубовый трёхцилиндровый двигатель Honda E07A SOHC с 4 клапанами на цилиндр и PGM-FI в качестве стандартного оборудования. Коробка передач — пятиступенчатая механическая или трёхступенчатая автоматическая.

Комплектации: «B», «G» и «T». Во всех комплектациях имеются подушка безопасности со стороны водителя «SRS», стёкла с теплопоглощающим ультрафиолетовым излучением, антибактериальное рулевое колесо и антиблокировочная тормозная система.

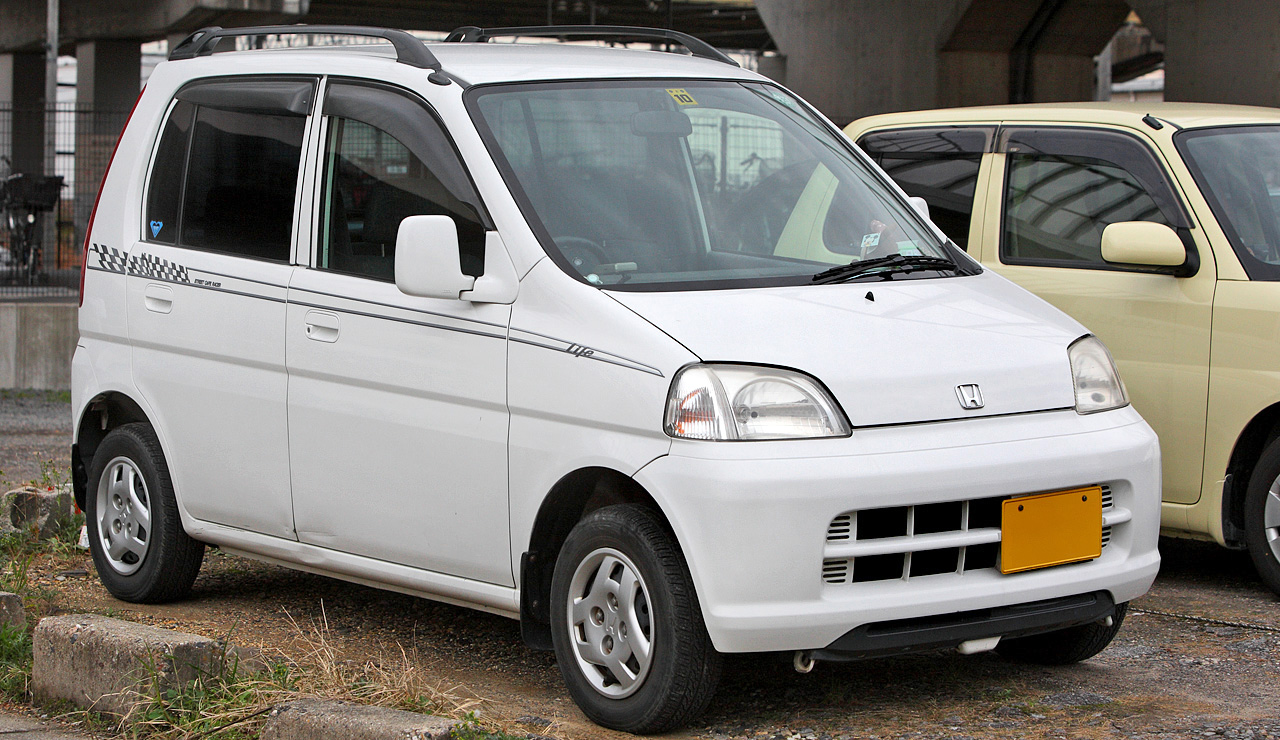
Вид спереди
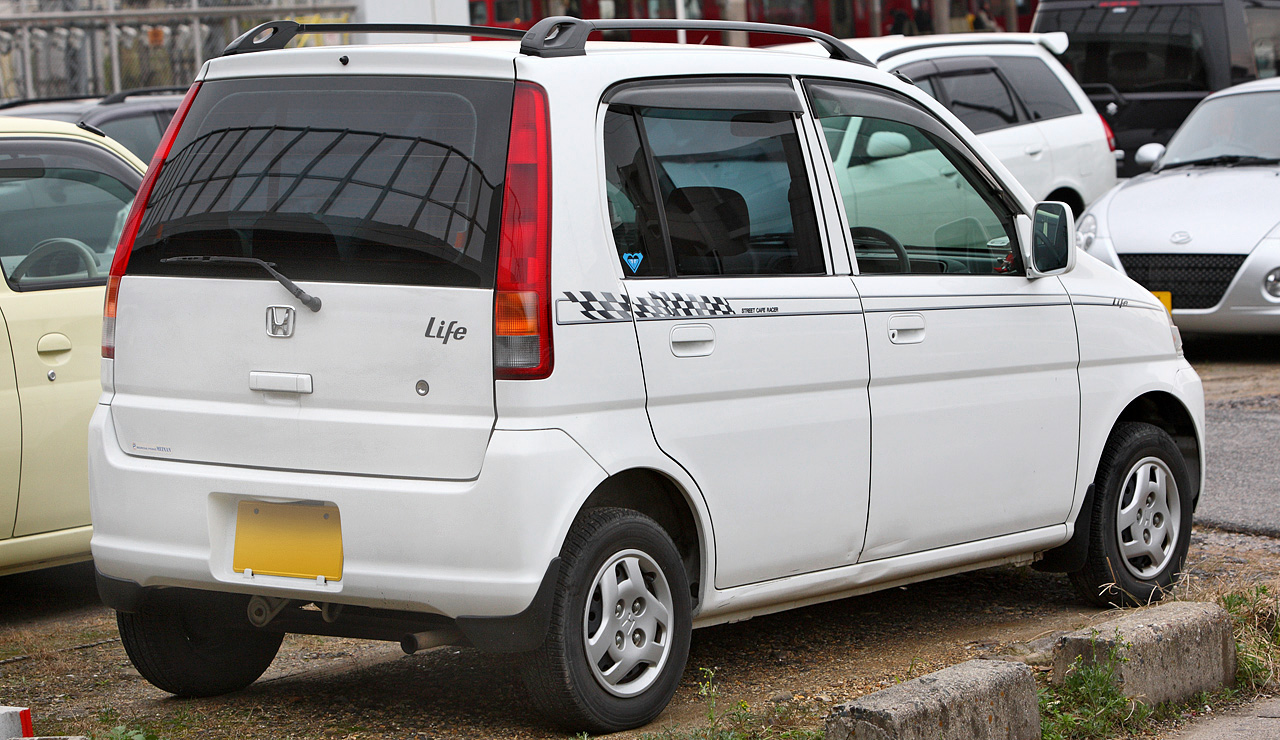
Вид сзади

## Третье поколение (1998)
Третье поколение Honda Life было представлено в 1998 году. В отличие от предыдущего поколения, длина составляет 3395 мм, а ширина — 1475 мм. Безопасность была дополнительно повышена за счёт подушек безопасности SRS, которые также входят в стандартную комплектацию, в том числе и на пассажирских сиденьях.
В декабре 2000 года был представлен вариант с турбонаддувом, получивший название Honda Life Dunk. Honda Life Dunk и Honda That's были включены журналом Forbes в список самых странных названий автомобилей.

В автомобилях Honda Life третьего поколения применяется двигатель E07Z. Коробка передач — пятиступенчатая механическая или трёхступенчатая автоматическая.

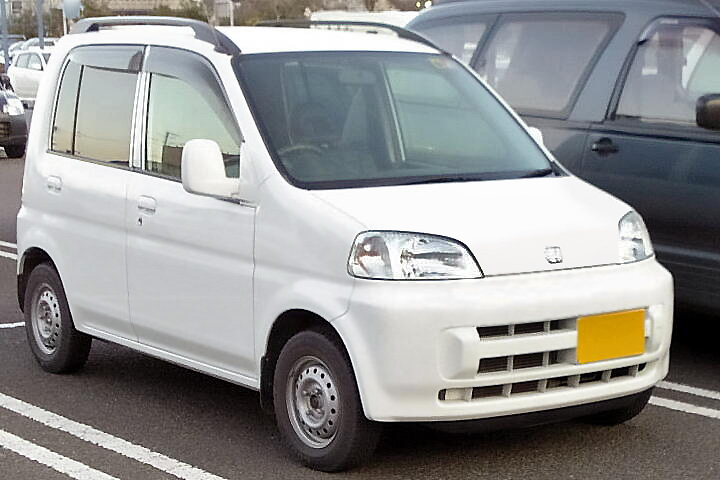
1998 Honda Life
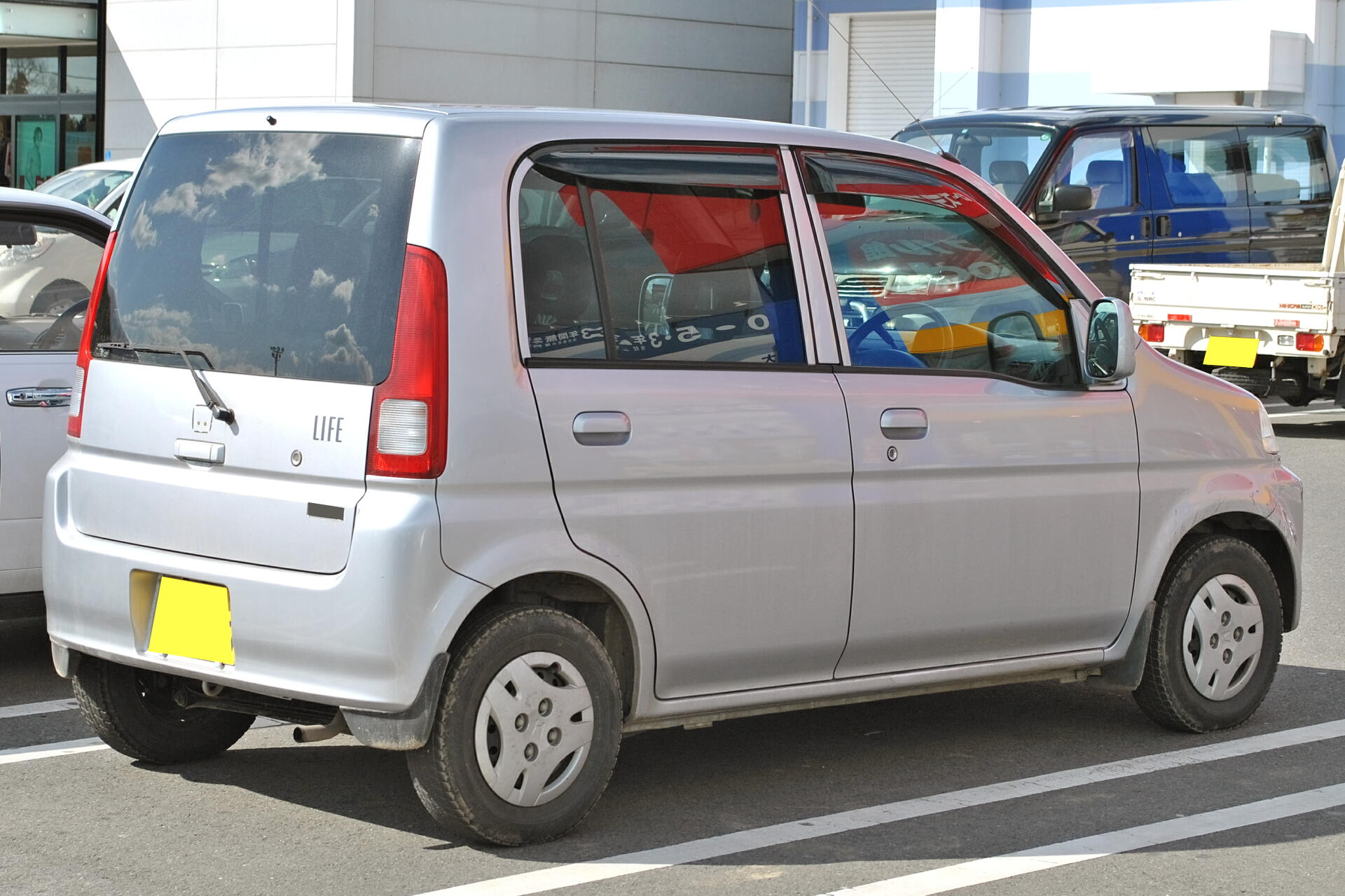
Вид сзади
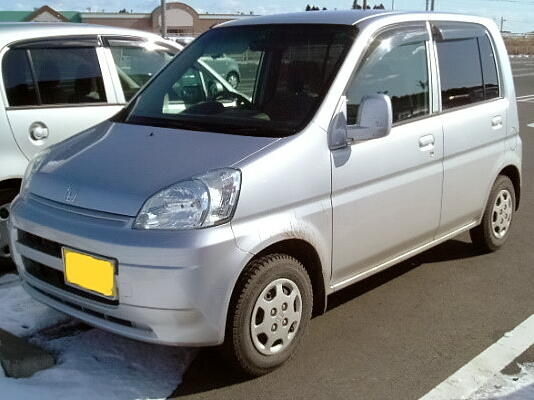
Фейслифтинг передней части
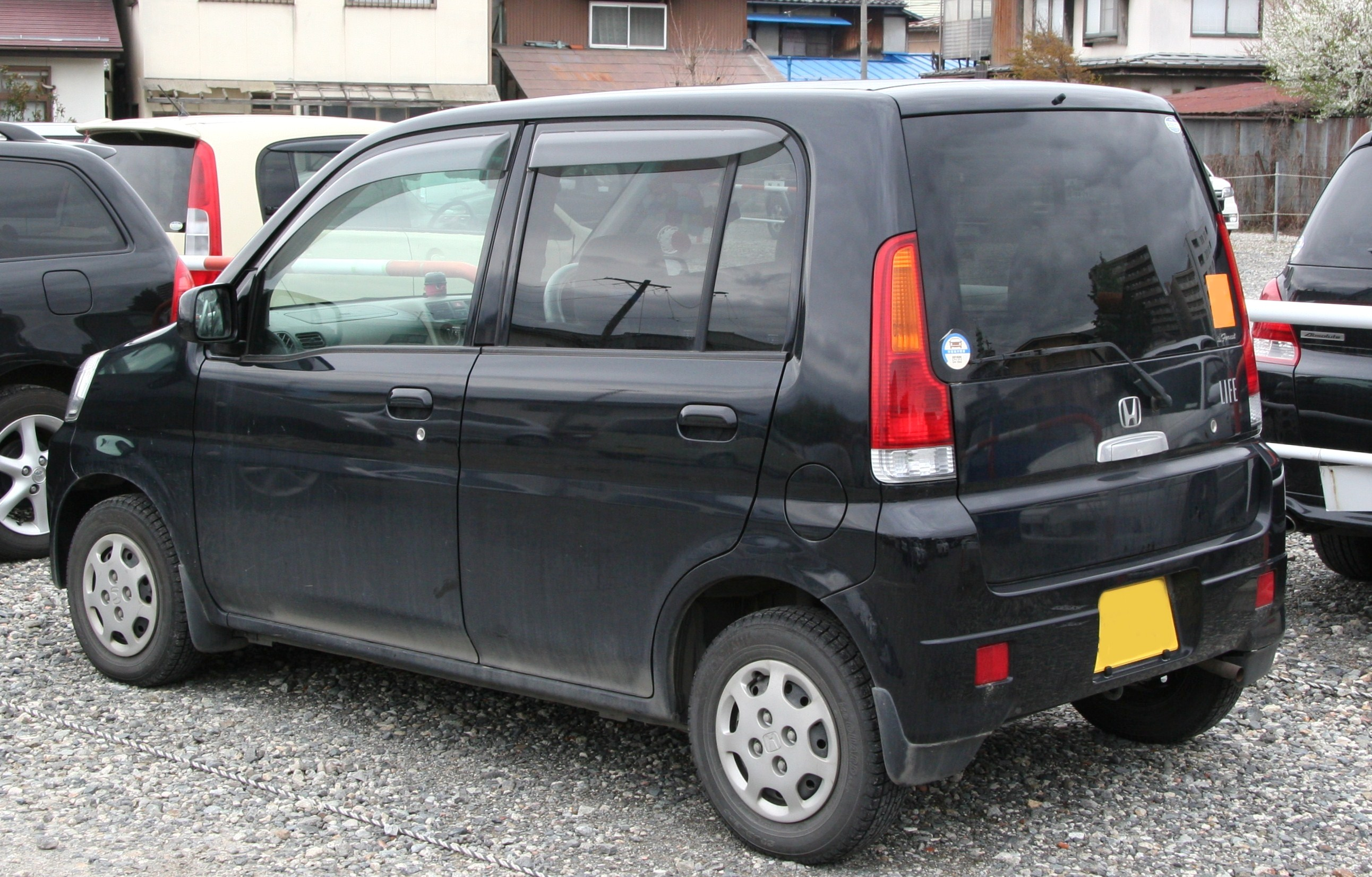
Фейслифтинг задней части
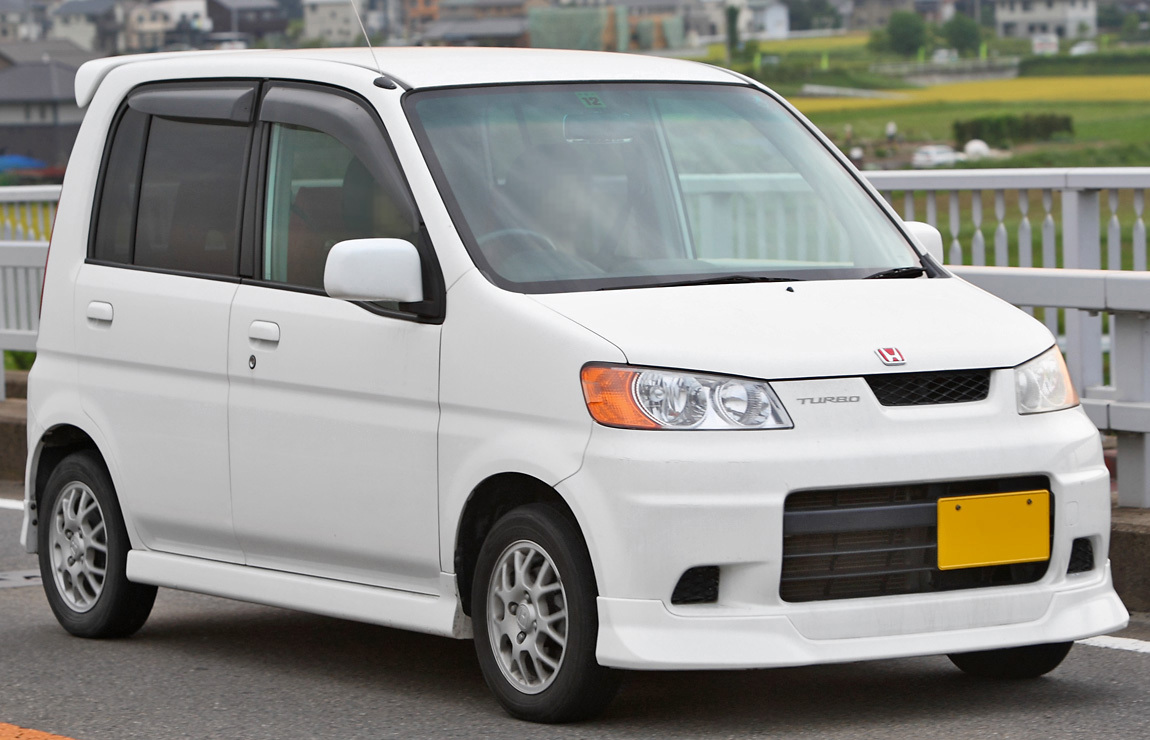
Honda Life Dunk
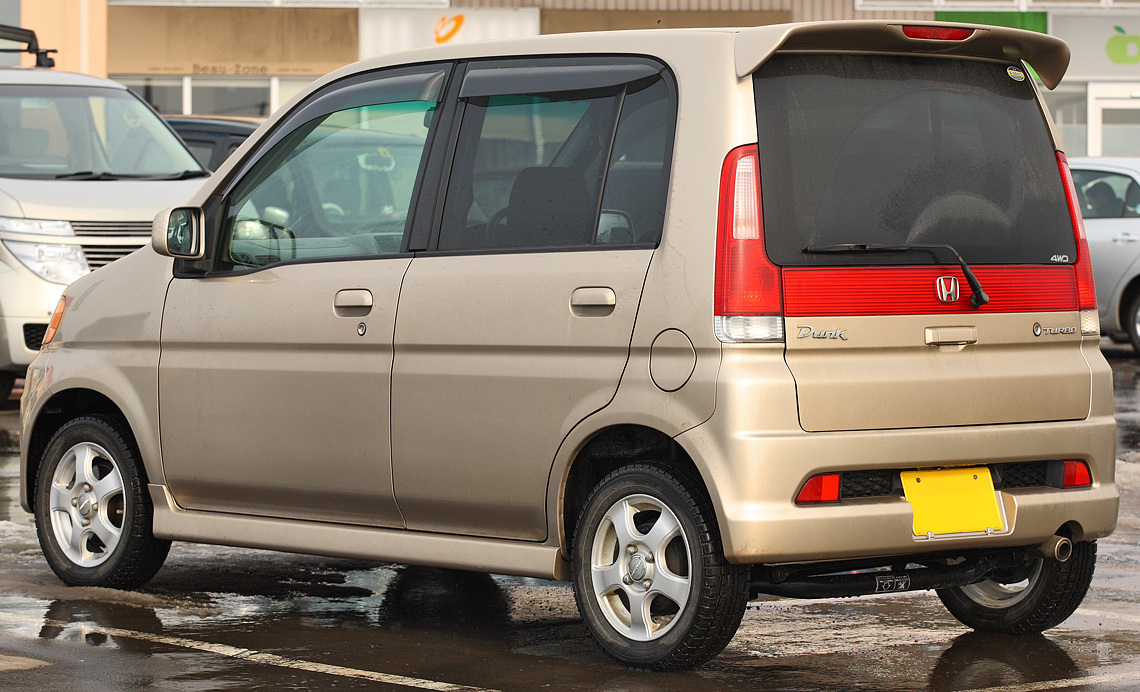
Вид сзади
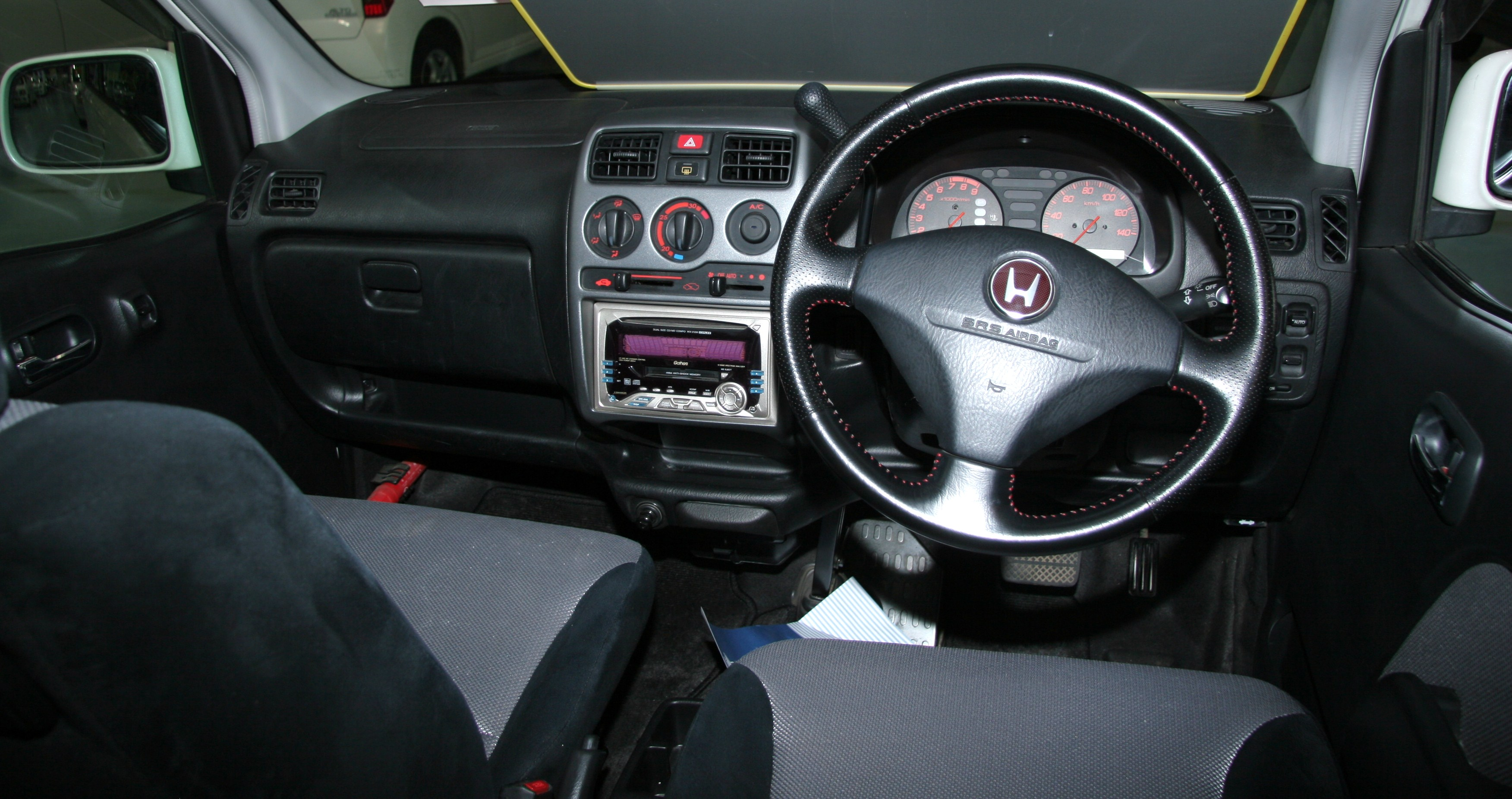
Интерьер

## Четвёртое поколение (2003)
В сентябре 2003 года было представлено четвёртое поколение Honda Life. В автомобилях применяется трёхцилиндровый двигатель объёмом 660 см3. Коробка передач — четырёхступенчатая автоматическая. Автомобили Honda Life четвёртого поколения выпускались в комплектациях «C», «F» и «D».
В 2005 году была представлена модификация DIVA с аэродинамическим стилем и алюминиевыми колёсными дисками. 7 июня 2006 года в продажу поступила комплектация DIVA Special.

5 октября 2006 года автомобили Honda Life четвёртого поколения прошли рестайлинг. В автомобилях впервые была применена интеллектуальная система помощи при парковке. 8 ноября 2007 года в продажу поступила комплектация F Happy Special, а 20 декабря того же года в продажу поступили комплектации C Comfort Special и C Fine Special.

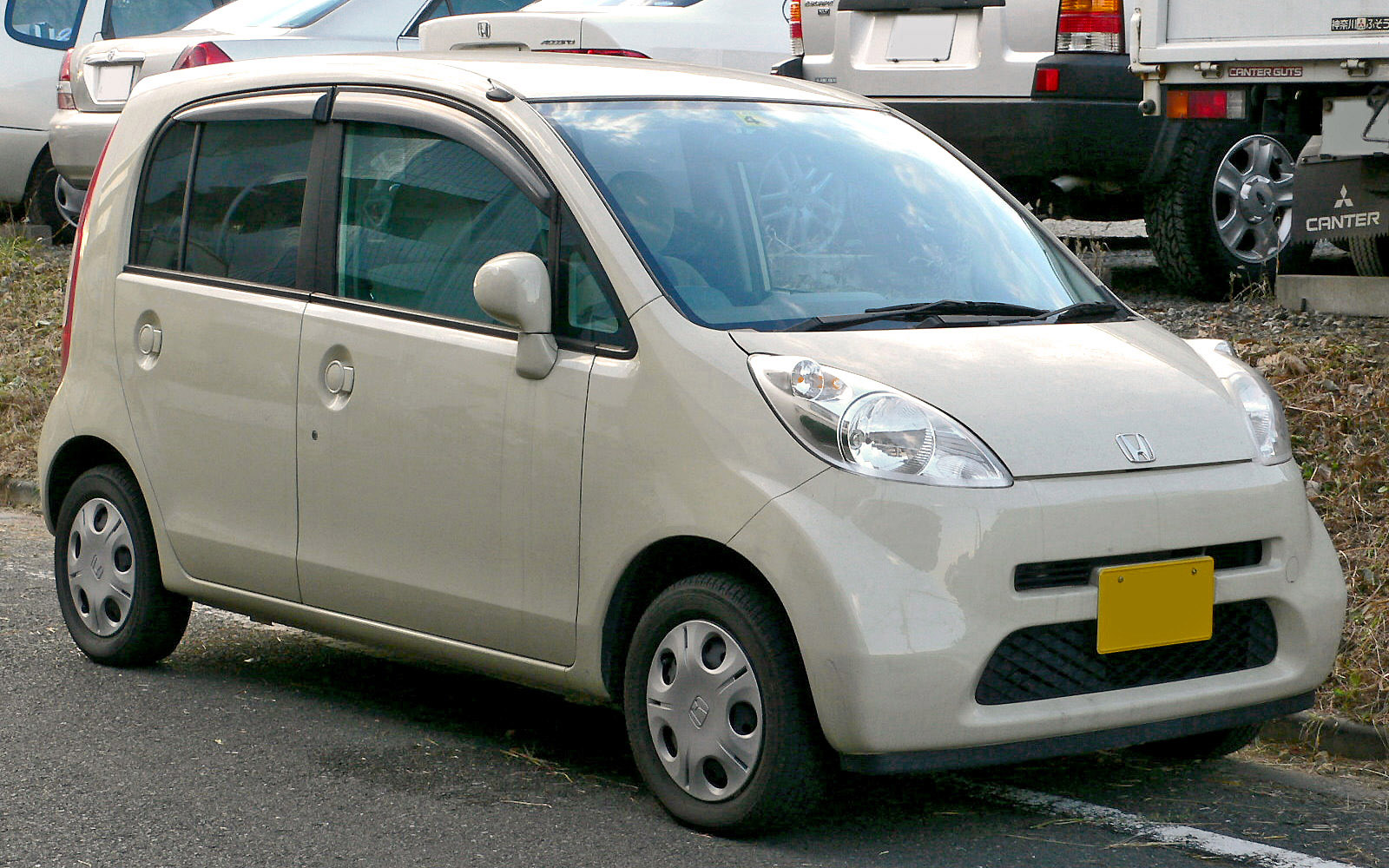
2003 Honda Life
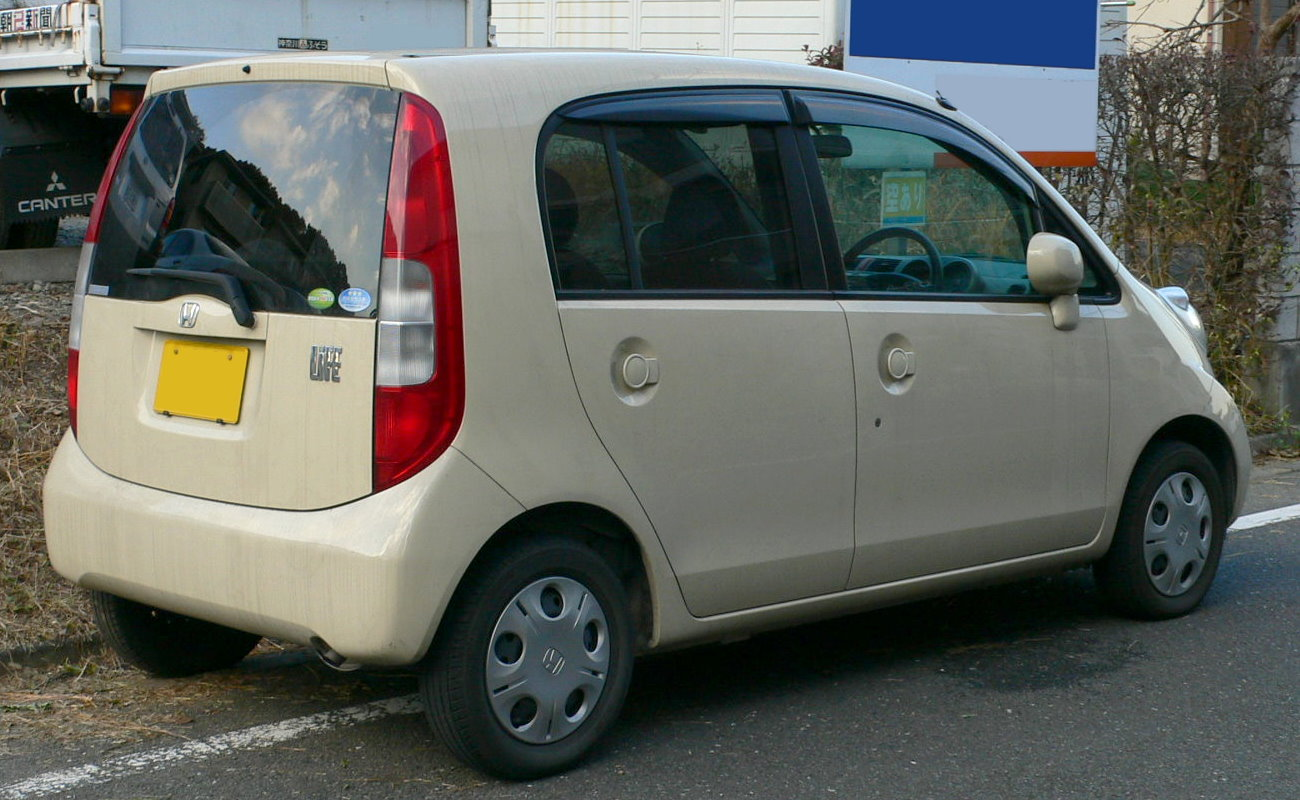
Вид сзади
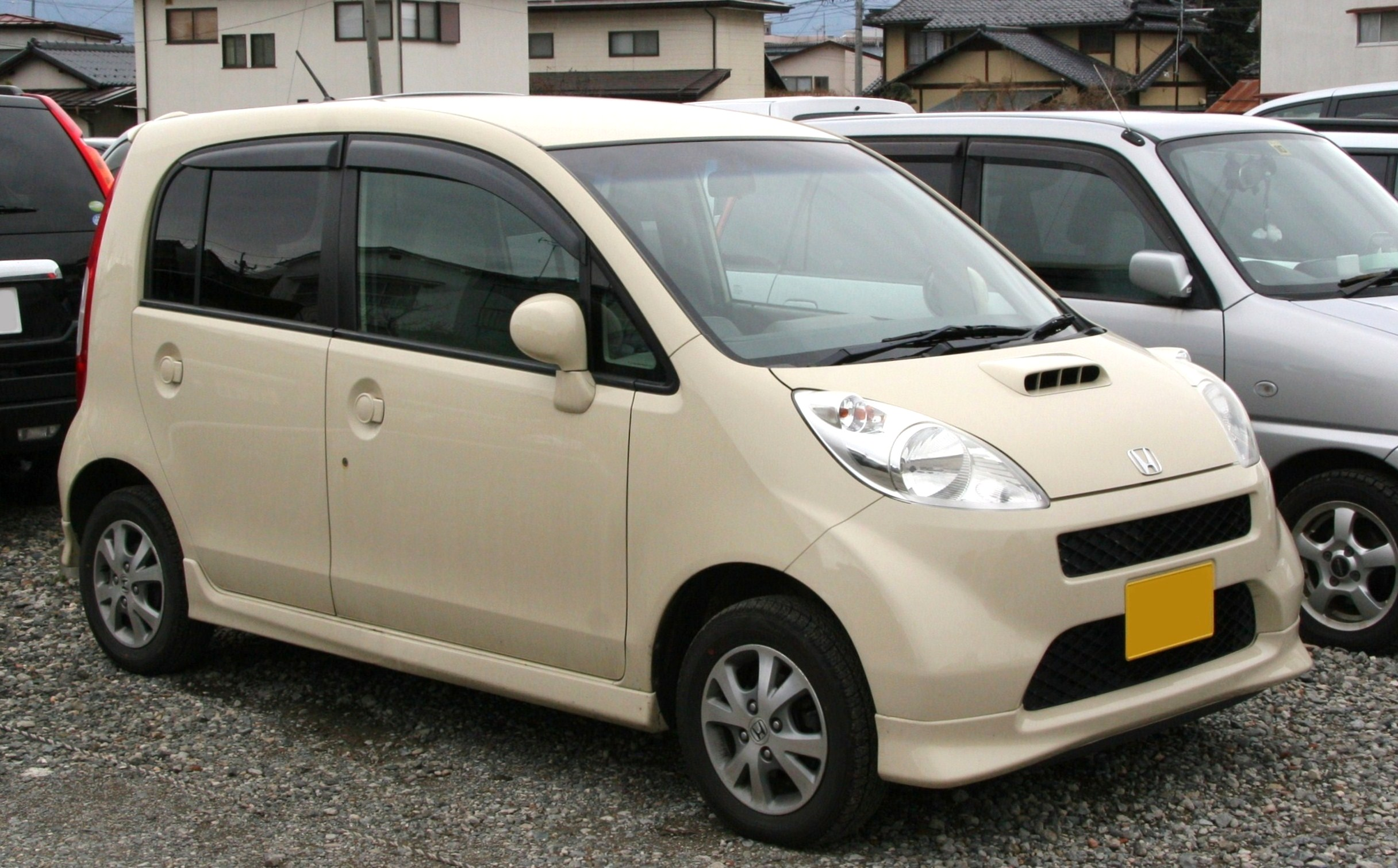
Honda Life Turbo
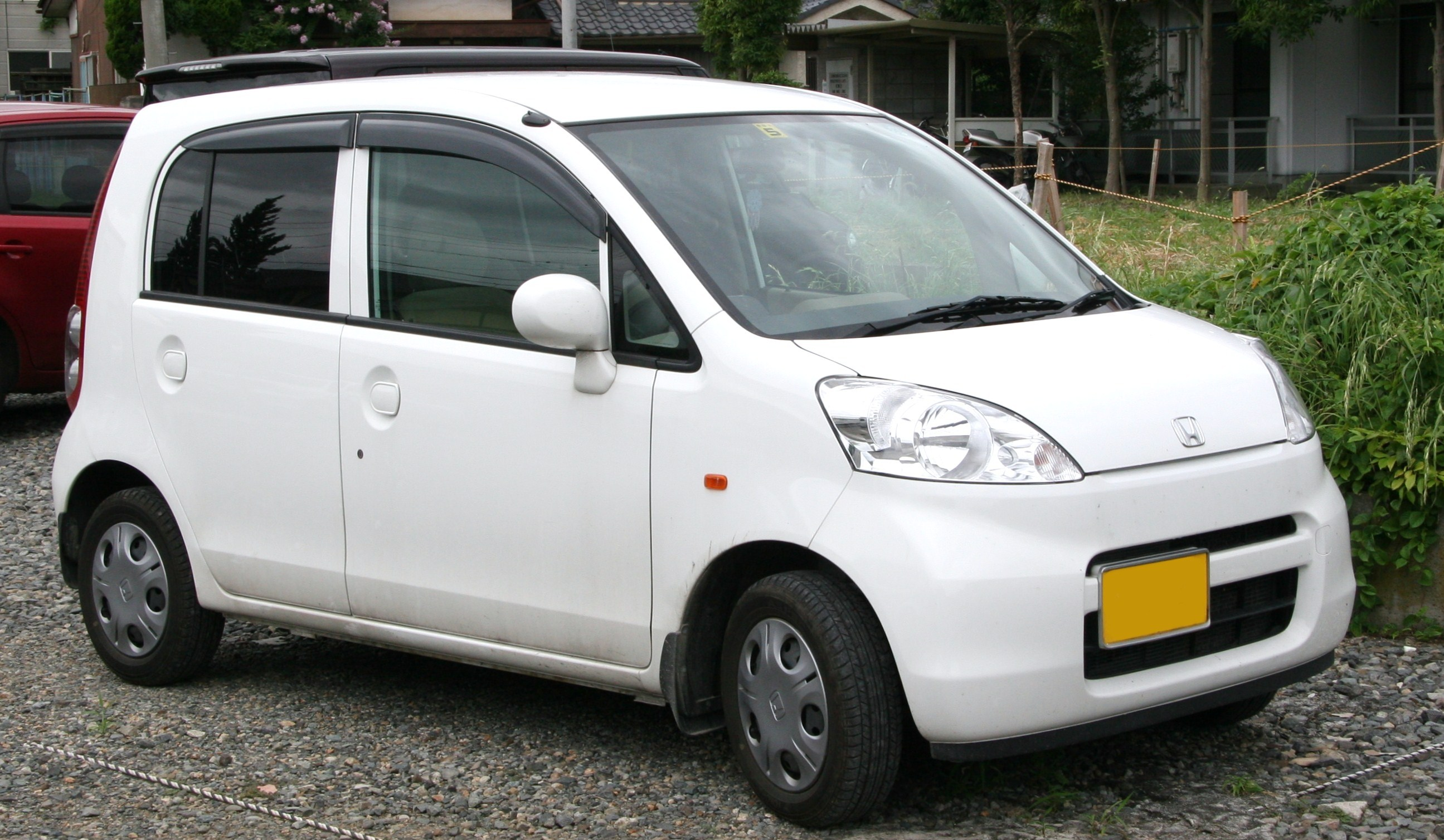
Фейслифтинг передней части
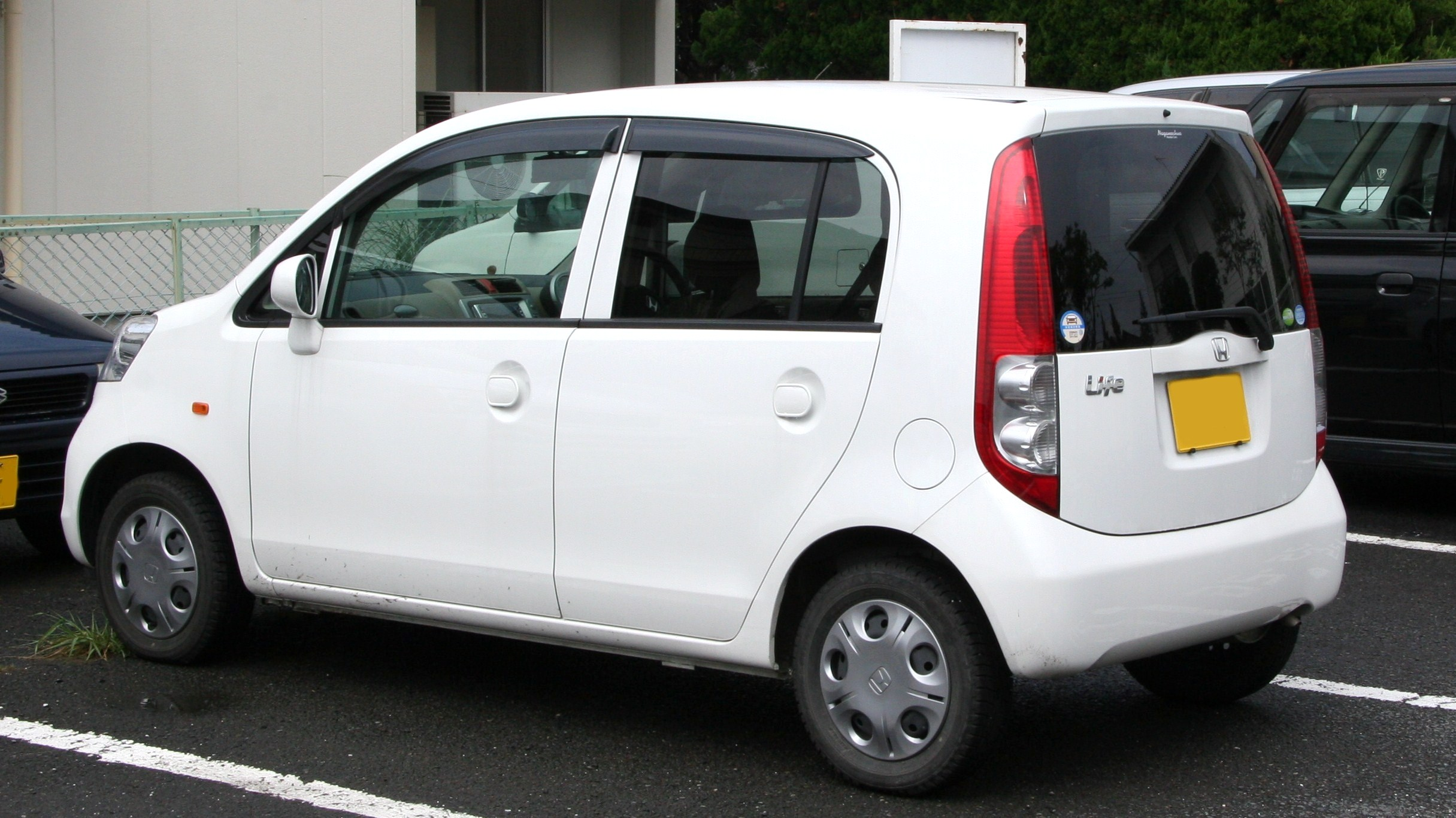
Вид сзади
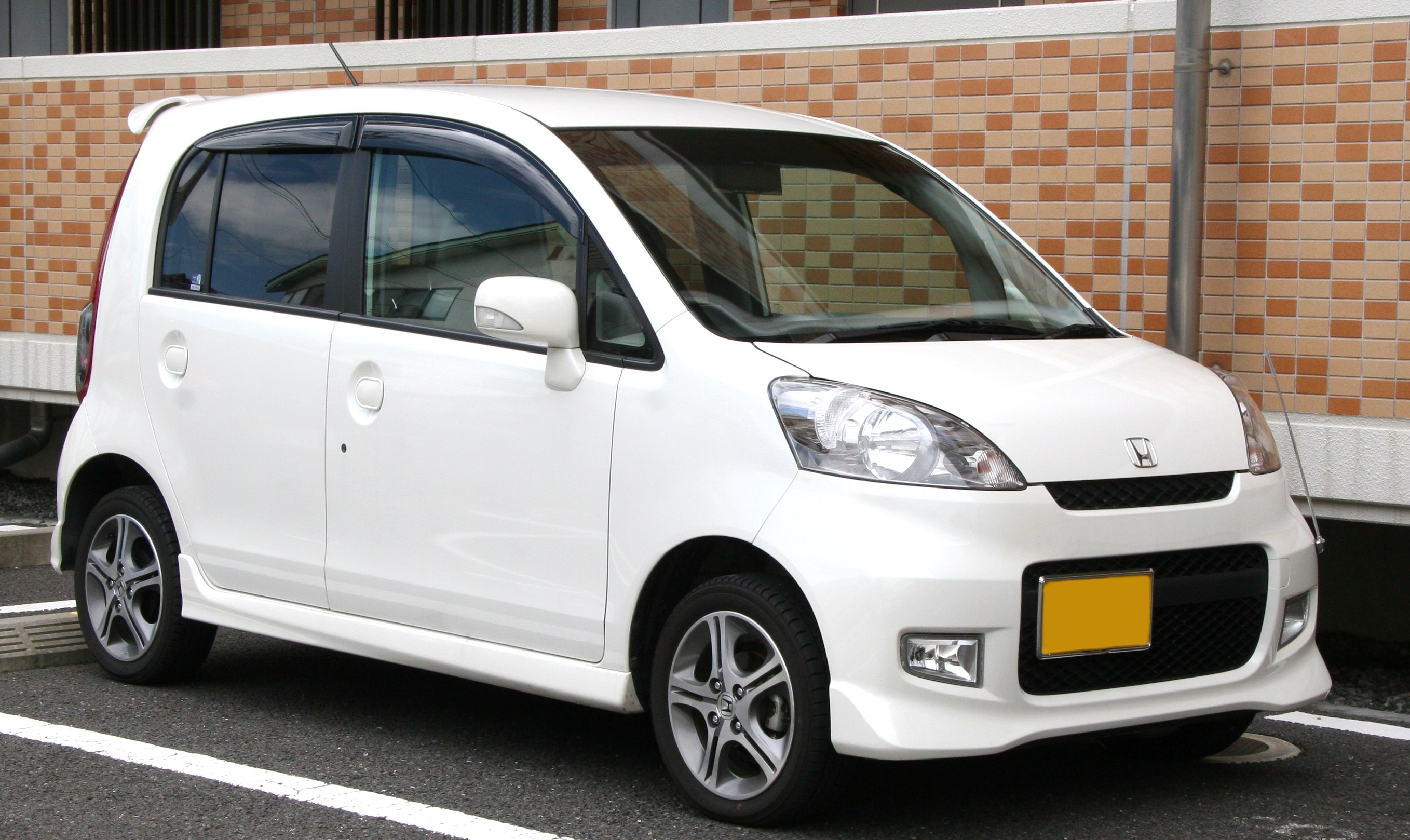
Honda Life Diva
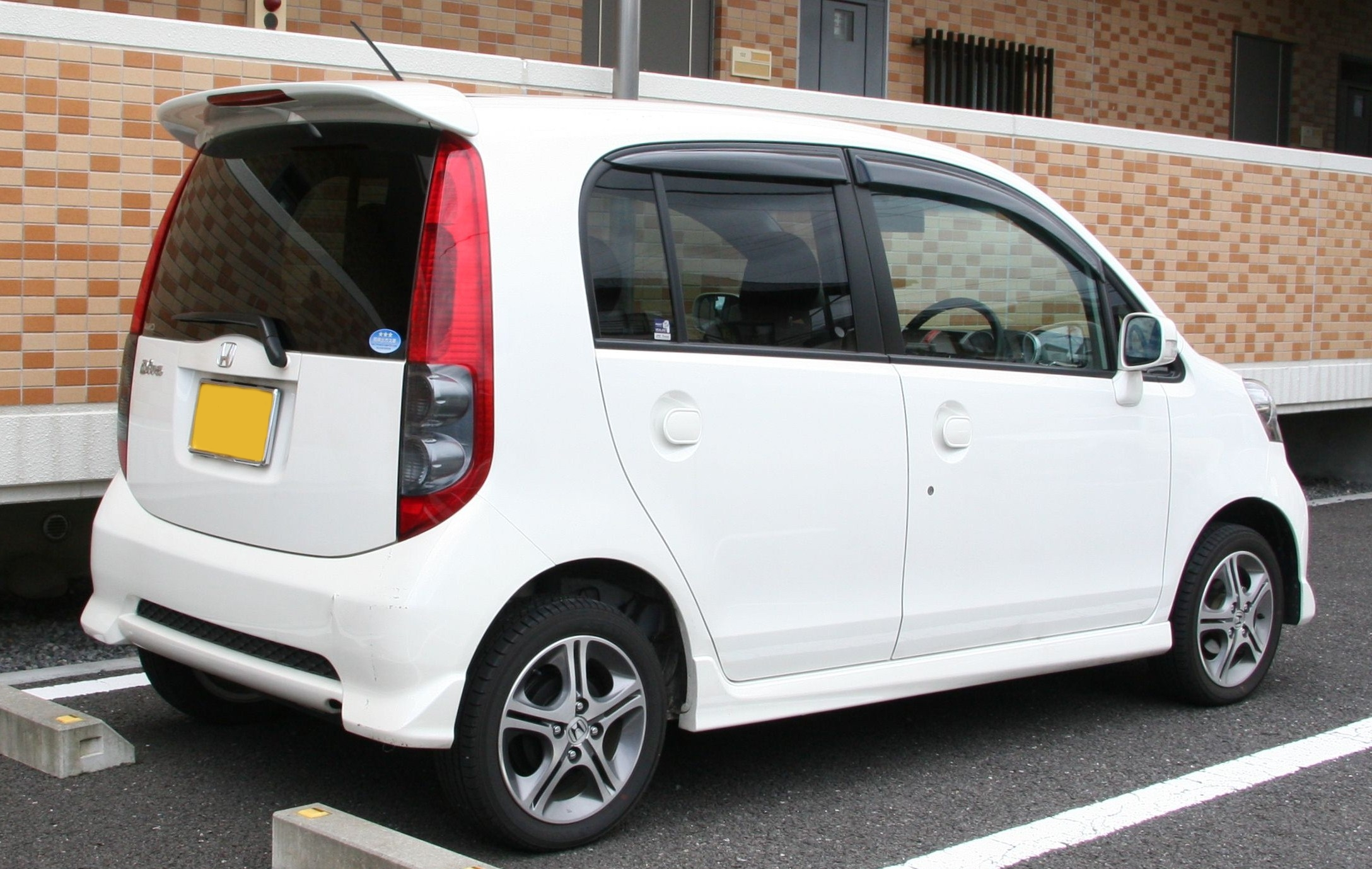
Вид сзади
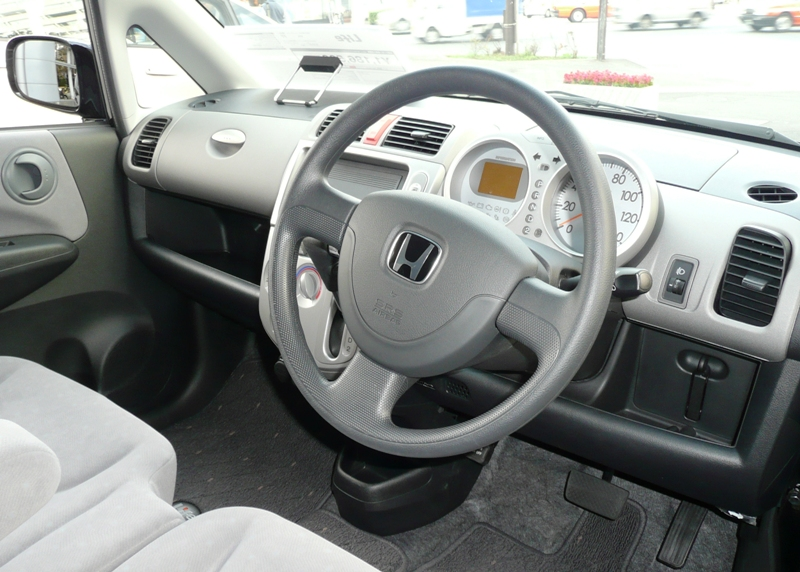
Интерьер

### Технические характеристики
Мощность атмосферного двигателя составляет 38 кВт (51 л. с.) при 6700 об/мин, а крутящий момент — 61 Н·м при 3800 об/мин, в то время как мощность турбированного двигателя составляет 47 кВт (63 л. с.) при 6000 об/мин, а крутящий момент — 93 Н·м при 4000 об/мин.
| Модель                       | DIVA                  | DIVA Turbo            | F, F Happy Edition    | F Turbo               | C, C Topic            |
| ---------------------------- | --------------------- | --------------------- | --------------------- | --------------------- | --------------------- |
| Кодовое обозначение (FF/4WD) | Honda DBA-JB5/CBA-JB6 | Honda DBA-JB7/CBA-JB8 | Honda DBA-JB5/CBA-JB6 | Honda DBA-JB7/CBA-JB8 | Honda DBA-JB5/CBA-JB6 |
| Клиренс                      | 155 мм (6,1 ″)        | 155 мм (6,1 ″)        | 155 мм (6,1 ″)        | 155 мм (6,1 ″)        | 155 мм (6,1 ″)        |
| Радиус поворота              | 4,7 м (15 фута)       | 4,7 м (15 фута)       | 4,5 м (15 фута)       | 4,5 м (15 фута)       | 4,5 м (15 фута)       |
| Размер шин (передняя/задняя) | 165/55R14 72V         | 165/55R14 72V         | 155/65R13 73S         | 155/65R13 73S         | 155/65R13 73S         |

## Пятое поколение (2008)
Пятое поколение Honda Life было представлено в ноябре 2008 года. Комплектации: C, G, PASTEL, PASTEL turbo, DIVA и DIVA turbo.
В автомобилях по-прежнему применяется двигатель Honda P07A. Мощность атмосферного двигателя составляет 38 кВт (51 л. с.) при 7100 об/мин, а крутящий момент — 60 Н⋅м при 3600 об/мин, в то время как мощность турбированного двигателя составляет 47 кВт (63 л. с.) при 6000 об/мин, а крутящий момент — 93 Н·м при 4000 об/мин. Турбированный двигатель применялся в комплектациях PASTEL и Diva.

Переднеприводные модели обозначались индексом DBA-JC1, а полноприводные — CBA-JC2.

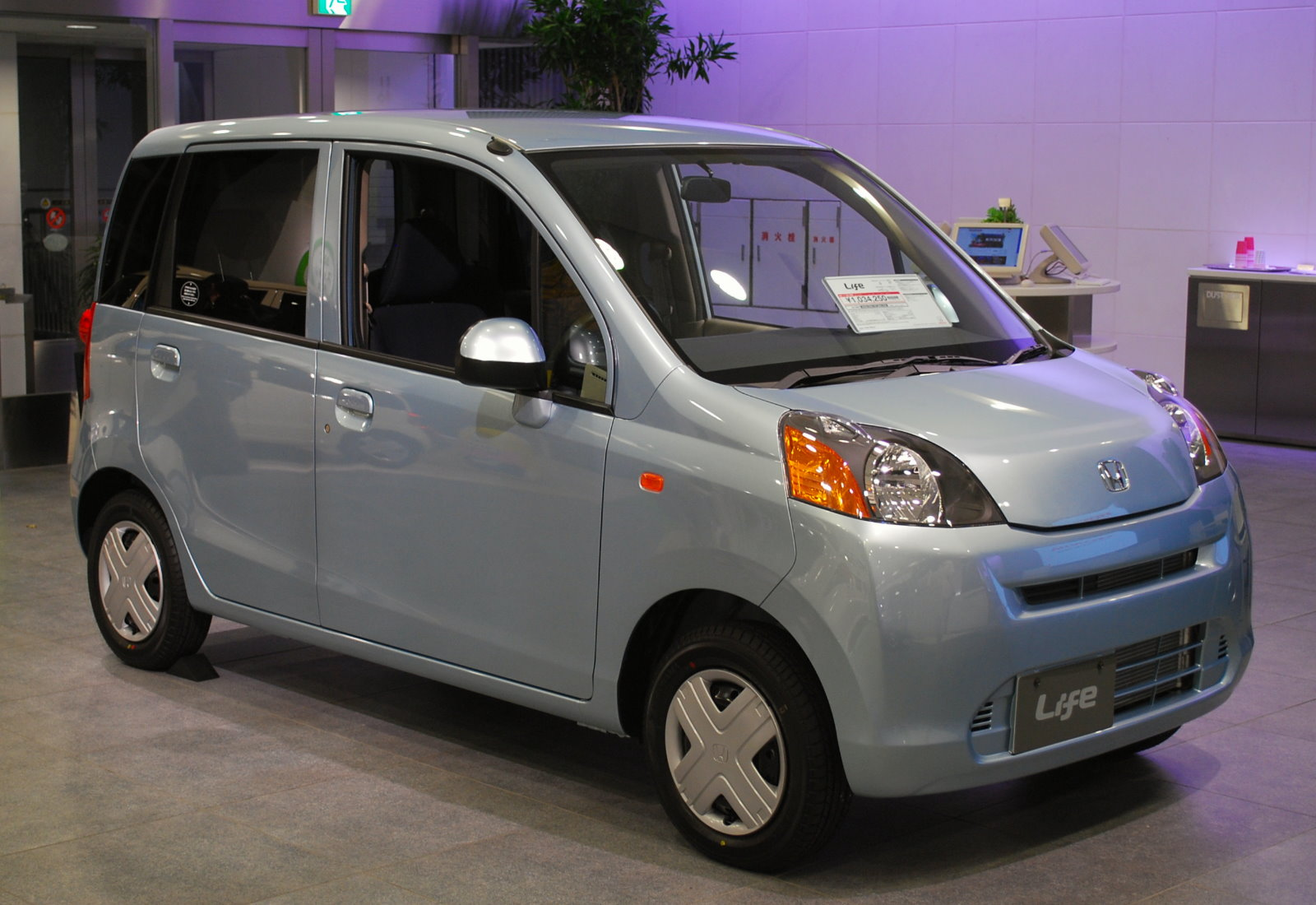
2008 Honda Life
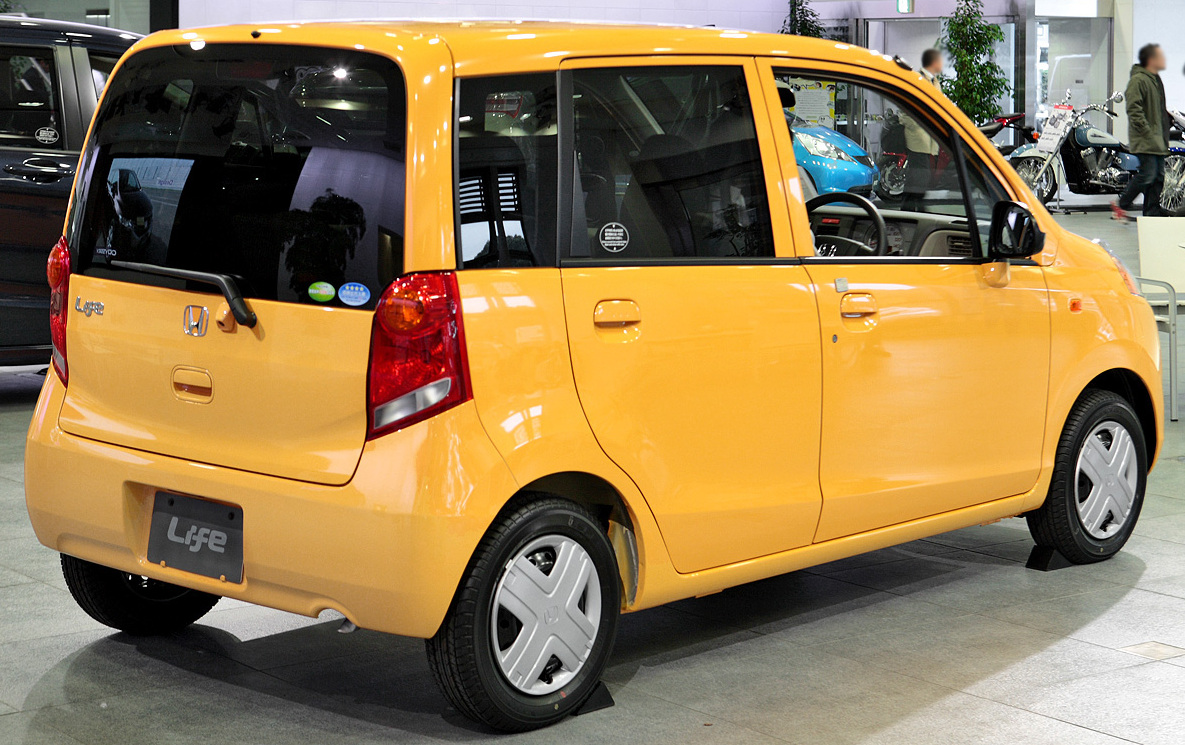
Вид сзади
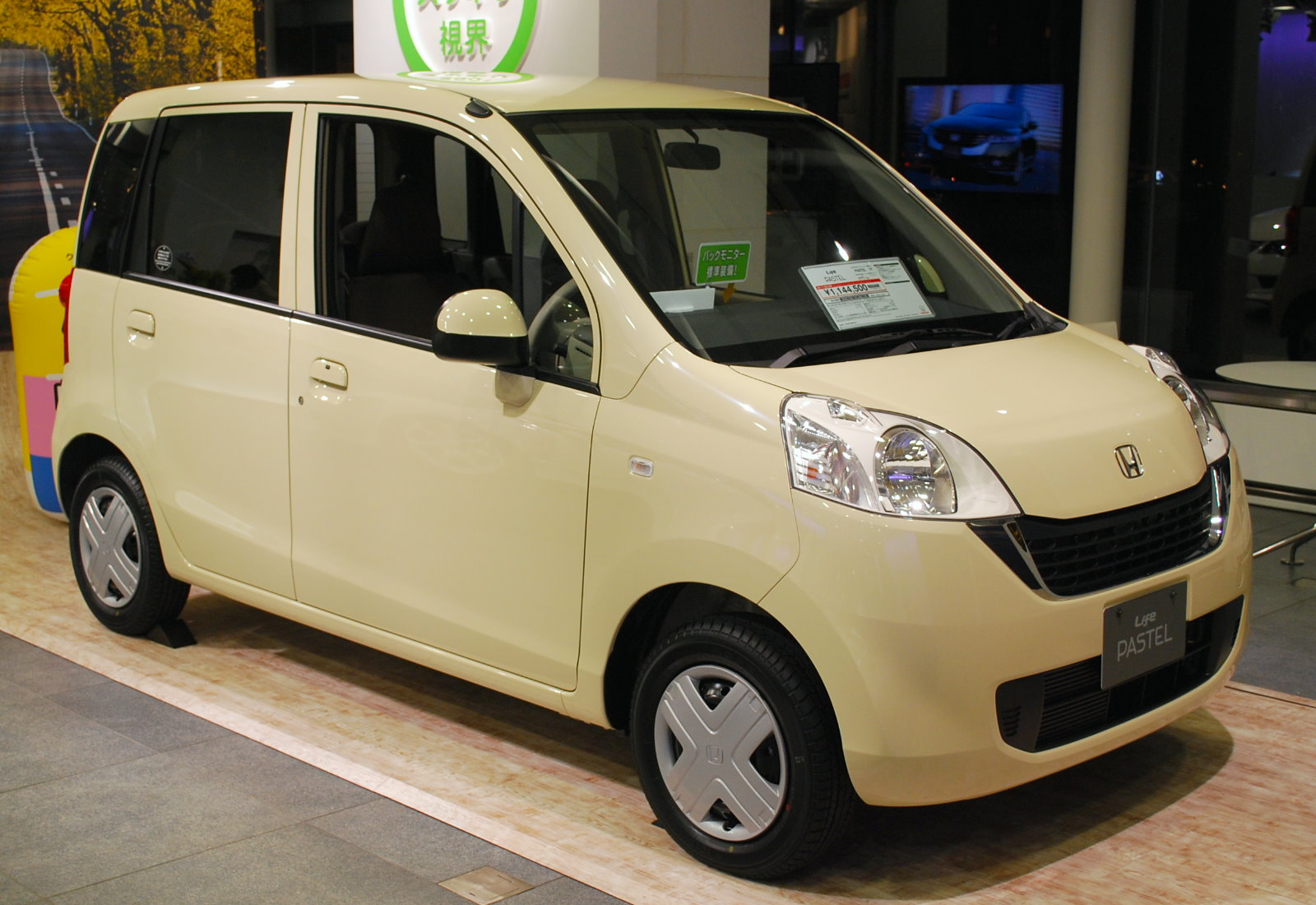
Honda Life Pastel
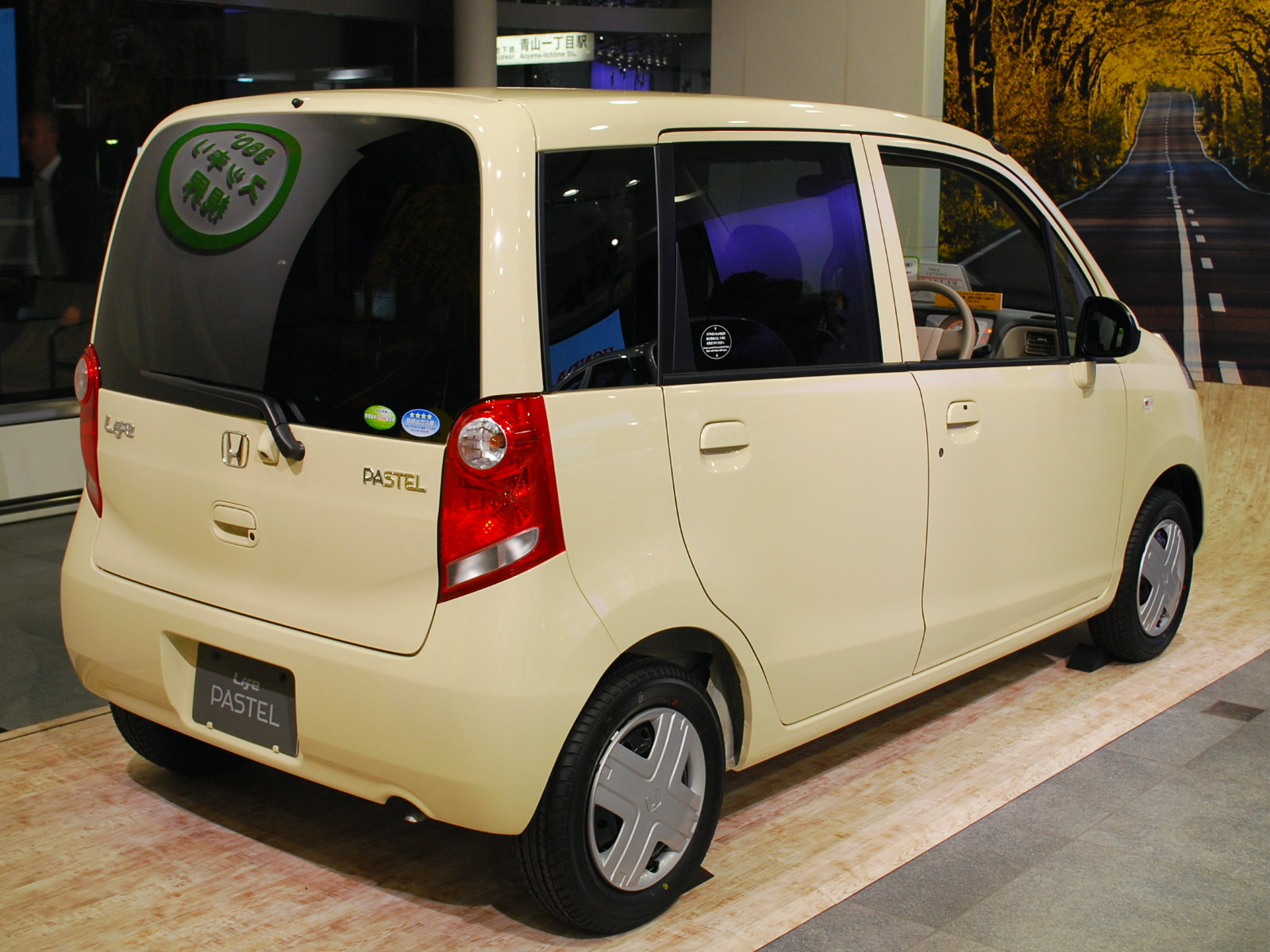
Вид сзади
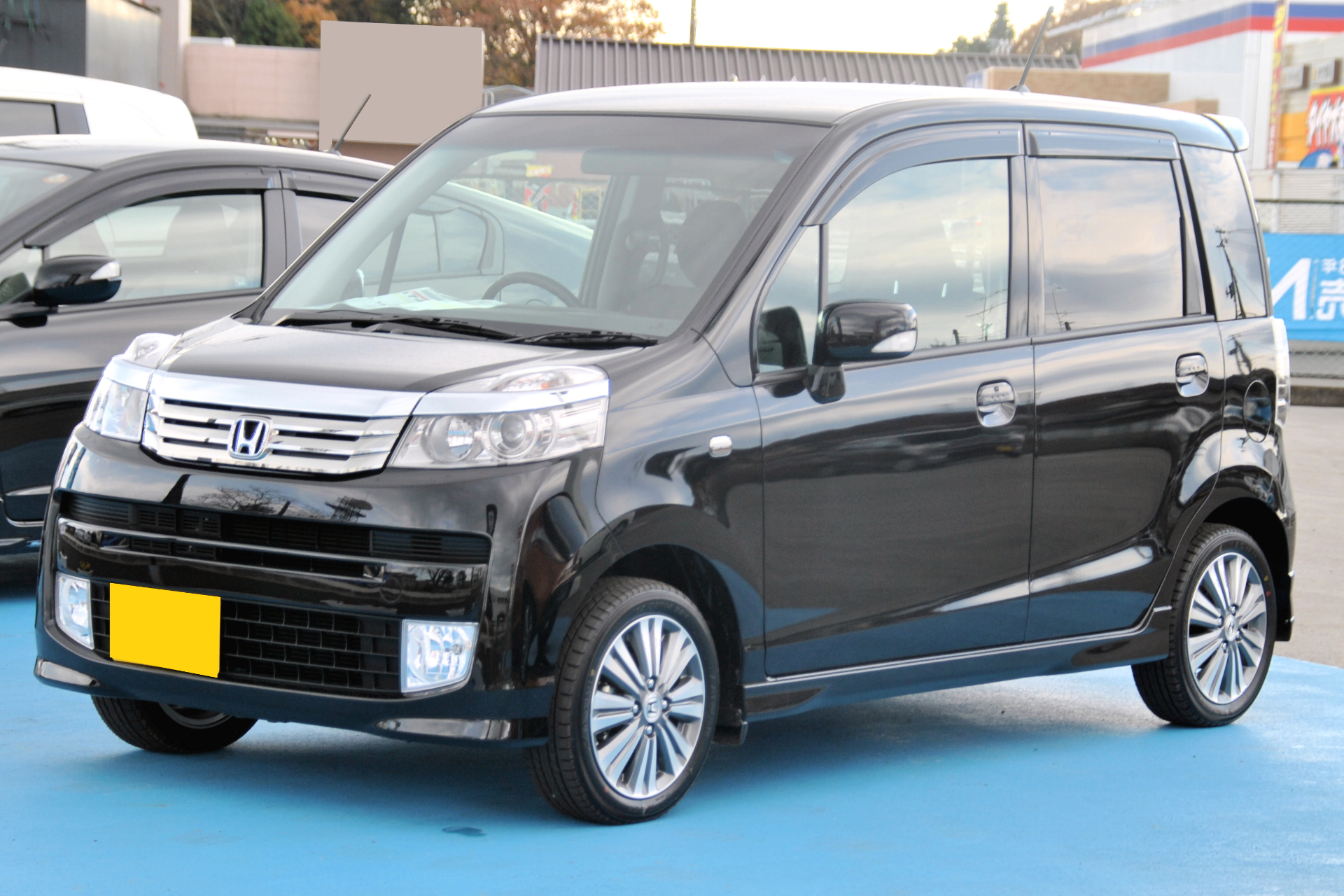
Honda Life Diva
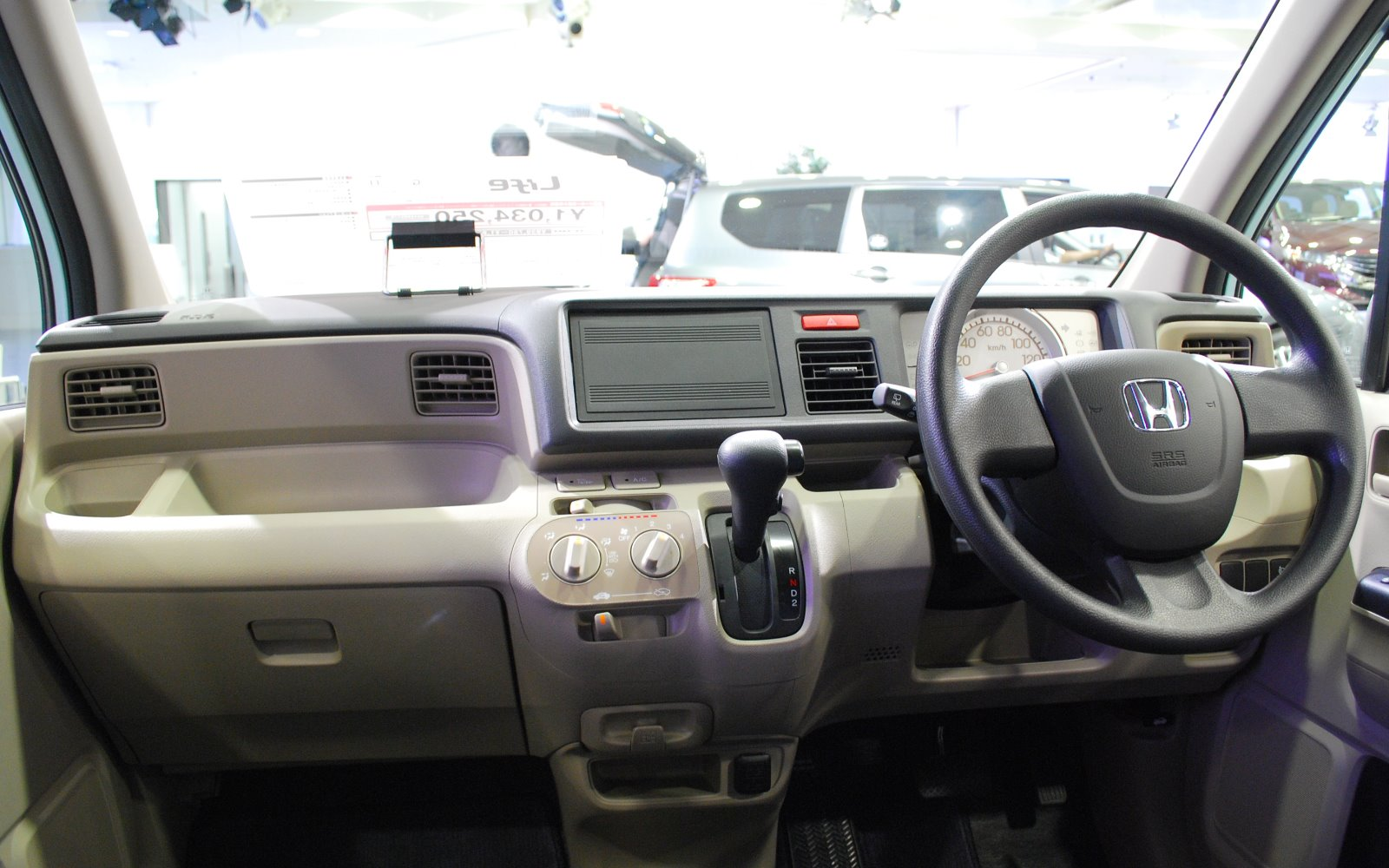
Интерьер

### Honda Zest

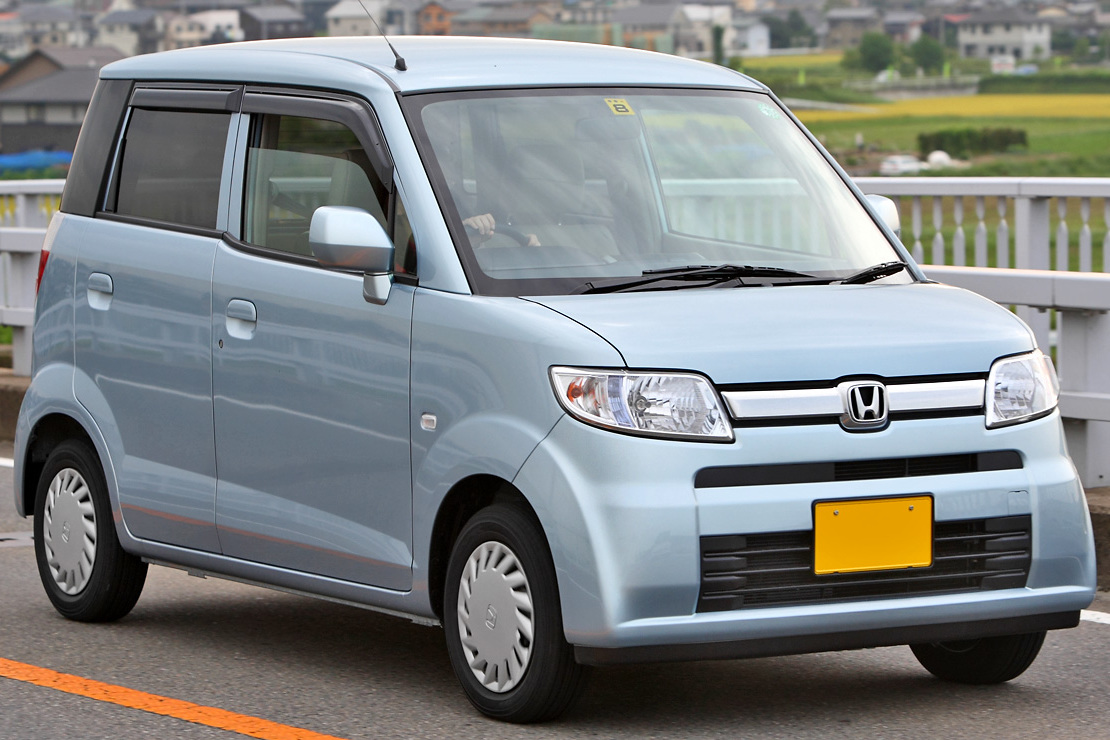
Honda Zest

Honda Zest — кей-кар, выпускавшийся с 2006 по 2012 год. Механически он идентичен пятому поколению Honda Life. Автомобиль оснащался трёхцилиндровым двигателем с турбонаддувом. Кузов — пятидверный хетчбэк. Zest являлся одним из первых кей-каров с боковыми шторками безопасности (опционально). Автомобиль выпускался в комплектациях Zest и Zest Sports. Осенью/зимой 2008 года комплектация Zest Sports была заменена комплектацией Zest Spark.

## Life (GR; 2020)

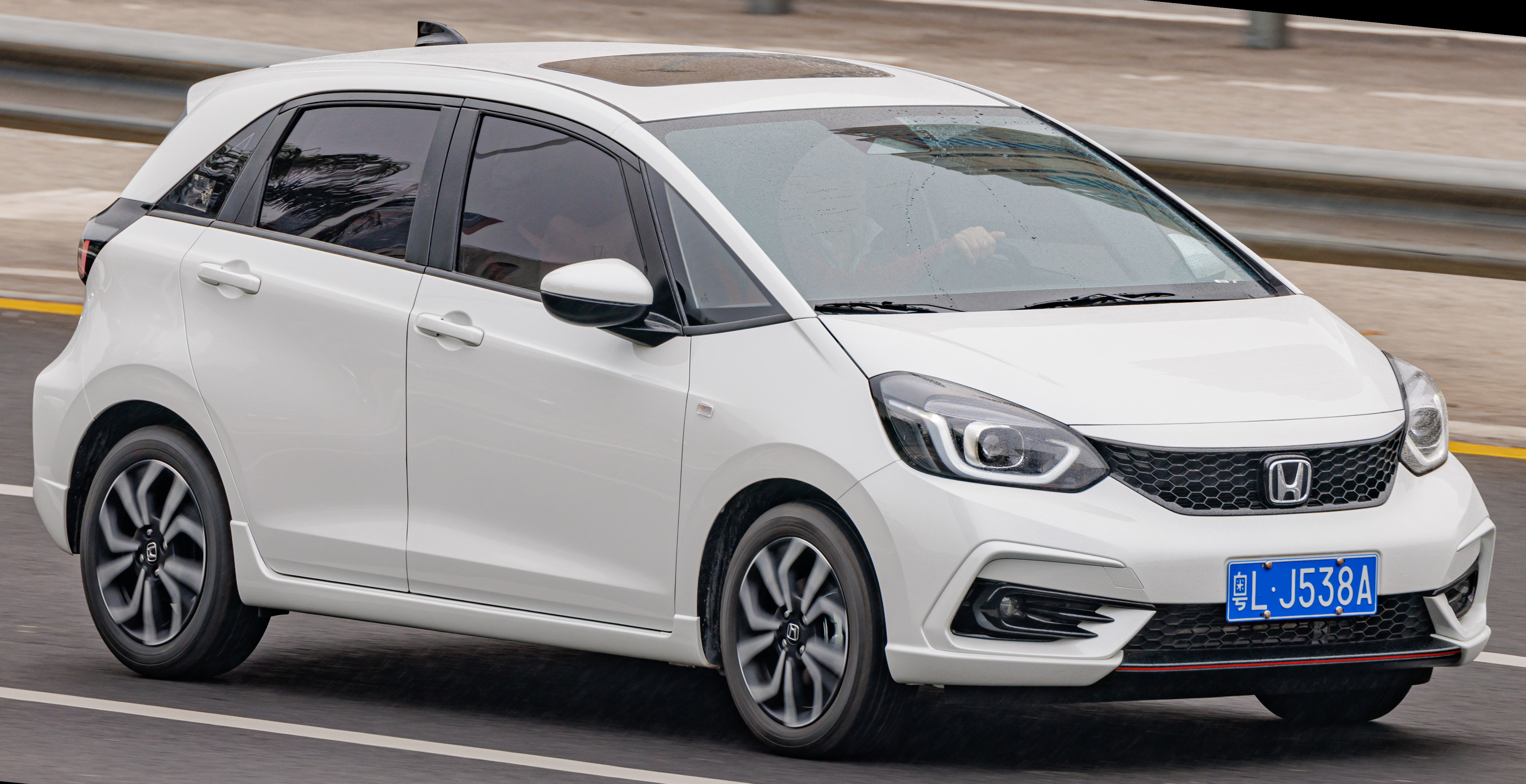
Honda Life (GR)

Honda Life — ребеджинговый вариант четвёртого поколения Honda Fit, выпускавшийся совместным предприятием Dongfeng Honda для китайского рынка. Различия между Fit и Life заключаются в дизайне переднего бампера и цвете задних фонарей (у Life чёткий дымчатый оттенок).